# Premier League 2015-16
La Premier League 2015-16 fue la vigésima cuarta temporada de la máxima división inglesa, desde su creación en 1992. El Chelsea era el campeón defensor del título, proclamándose campeón con tres fechas de antelación de la Premier League 2014-15 tras ganarle 1-0 al Crystal Palace con una anotación de Eden Hazard de segunda acción de pena máxima.
Un total de 20 equipos participaron en la competición, incluyendo 17 equipos de la temporada anterior y 3 provenientes de la Football League Championship 2014/15. La temporada comenzó el 8 de agosto de 2015.
El 2 de mayo de 2016, el Leicester City Football Club se proclamó campeón por primera vez en su historia, con dos jornadas de anticipación, después de que el Chelsea lograra empatar 2-2 al competidor más cercano de los «Foxes», el Tottenham Hotspur. Con esto, se convirtió en el segundo equipo fuera del círculo Londres-Mánchester en ganar la Premier League (el anterior había sido el Blackburn Rovers en la temporada 1994-95). Además de ser el tercer club fuera del Big Four en ganar esta competición. Se convirtió en el primero en ganar la Premier League sin haber ganado anteriormente la Football League First Division.

## Equipos participantes

### Ascensos y descensos
| Pos | Descendidos de Premier League |
| --- | ----------------------------- |
| 18º | Hull City                     |
| 19º | Burnley                       |
| 20º | Queens Park Rangers           |

| Pos   | Ascendidos de la Championship |
| ----- | ----------------------------- |
| 1º    | Bournemouth                   |
| 2º    | Watford                       |
| Prom. | Norwich                       |

### Datos de los equipos
| Equipo                                    | Ciudad              | Entrenador            | Estadio            | Aforo  | Marca               | Patrocinador       |
| ----------------------------------------- | ------------------- | --------------------- | ------------------ | ------ | ------------------- | ------------------ |
| Arsenal                                   | Londres             | Arsène Wenger         | Emirates Stadium   | 60 338 | Puma                | Emirates           |
| Aston Villa                               | Birmingham          | Eric Black            | Villa Park         | 42 682 | Macron              | Dafabet            |
| Bournemouth                               | Bournemouth         | Eddie Howe            | Dean Court         | 11 700 | Carbrini Sportswear | Mansion.com        |
| Chelsea                                   | Londres             | Guus Hiddink          | Stamford Bridge    | 42 000 | Adidas              | Yokohama           |
| Crystal Palace                            | Londres             | Alan Pardew           | Selhurst Park      | 26 255 | Macron              | Mansion.com        |
| Everton                                   | Liverpool           | David Unsworth        | Goodison Park      | 39 571 | Umbro               | Chang Beer         |
| Leicester City                            | Leicester           | Claudio Ranieri       | King Power Stadium | 32 262 | Puma                | King Power         |
| Liverpool                                 | Liverpool           | Jürgen Klopp          | Anfield Road       | 45 276 | New Balance         | Standard Chartered |
| Manchester City                           | Mánchester          | Manuel Pellegrini     | Etihad Stadium     | 55 000 | Nike                | Etihad Airways     |
| Manchester United                         | Mánchester          | Louis van Gaal        | Old Trafford       | 75 731 | Adidas              | Chevrolet          |
| Newcastle United                          | Newcastle upon Tyne | Rafa Benítez          | St James' Park     | 52 405 | Puma                | Wonga.com          |
| Norwich City                              | Norwich             | Alex Neil             | Carrow Road        | 27 244 | Erreà               | Aviva              |
| Southampton                               | Southampton         | Ronald Koeman         | St Mary's Stadium  | 32 589 | Adidas              | Veho               |
| Stoke City                                | Stoke-on-Trent      | Mark Hughes           | Britannia Stadium  | 27 740 | New Balance         | Bet365             |
| Sunderland                                | Sunderland          | Sam Allardyce         | Stadium of Light   | 48 707 | Adidas              | Dafabet            |
| Swansea City                              | Swansea             | Francesco Guidolin    | Liberty Stadium    | 20 750 | Adidas              | GWFX               |
| Tottenham Hotspur                         | Londres             | Mauricio Pochettino   | White Hart Lane    | 36 284 | Under Armour        | AIA                |
| Watford                                   | Watford             | Quique Sánchez Flores | Vicarage Road      | 19 920 | Puma                | 138.com            |
| West Bromwich Albion                      | West Bromwich       | Tony Pulis            | The Hawthorns      | 26 445 | Adidas              | Intuit QuickBooks  |
| West Ham United                           | Londres             | Slaven Bilić          | Boleyn Ground      | 35 016 | Umbro               | Betway             |
| Datos actualizados al 12 de mayo de 2016. |                     |                       |                    |        |                     |                    |

### Cambios de entrenadores
| Equipo           | Entrenador (jornadas)                                                          |
| ---------------- | ------------------------------------------------------------------------------ |
| Sunderland       | Dick Advocaat (1-8) Sam Allardyce (9-38)                                       |
| Liverpool        | Brendan Rodgers (1-8) Jürgen Klopp (9-38)                                      |
| Aston Villa      | Tim Sherwood (1-10) Kevin MacDonald (11) Rémi Garde (12-31) Eric Black (32-38) |
| Swansea City     | Garry Monk (1-15) Alan Curtis (16-22) Francesco Guidolin (23-38)               |
| Chelsea          | José Mourinho (1-16) Steve Holland (17) Guus Hiddink (18-38)                   |
| Newcastle United | Steve McClaren (1-29) Rafa Benítez (30-38)                                     |
| Everton          | Roberto Martínez (1-37) David Unsworth (38)                                    |

### Equipos por condados

#### Condados de Inglaterra
| Región                | N.º | Equipos                                                               |
| --------------------- | --- | --------------------------------------------------------------------- |
| Gran Londres          | 5   | Arsenal, Chelsea, Crystal Palace, Tottenham Hotspur y West Ham United |
| Gran Mánchester       | 2   | Manchester City y Manchester United                                   |
| Merseyside            | 2   | Everton y Liverpool                                                   |
| Midlands Occidentales | 2   | Aston Villa y West Bromwich Albion                                    |
| Tyne y Wear           | 2   | Newcastle United y Sunderland                                         |
| Dorset                | 1   | Bournemouth                                                           |
| Hampshire             | 1   | Southampton                                                           |
| Leicestershire        | 1   | Leicester City                                                        |
| Norfolk               | 1   | Norwich City                                                          |
| Hertfordshire         | 1   | Watford                                                               |
| Staffordshire         | 1   | Stoke City                                                            |

#### Condados preservados de Gales
| Región              | N.º | Equipos      |
| ------------------- | --- | ------------ |
| Glamorgan del Oeste | 1   | Swansea City |

## Clasificación
| Pos. | Equipo               | Pts. | PJ | G  | E  | P  | GF | GC | Dif. | Clasificación 2016-17                  |
| ---- | -------------------- | ---- | -- | -- | -- | -- | -- | -- | ---- | -------------------------------------- |
| 1    | Leicester City (C)   | 81   | 38 | 23 | 12 | 3  | 68 | 36 | +32  | Fase de grupos de la Liga de Campeones |
| 2    | Arsenal              | 71   | 38 | 20 | 11 | 7  | 65 | 36 | +29  | Fase de grupos de la Liga de Campeones |
| 3    | Tottenham Hotspur    | 70   | 38 | 19 | 13 | 6  | 69 | 35 | +34  | Fase de grupos de la Liga de Campeones |
| 4    | Manchester City      | 66   | 38 | 19 | 9  | 10 | 71 | 41 | +30  | Play-offs de la Liga de Campeones      |
| 5    | Manchester United    | 66   | 38 | 19 | 9  | 10 | 49 | 35 | +14  | Fase de grupos de la Liga Europa       |
| 6    | Southampton          | 63   | 38 | 18 | 9  | 11 | 59 | 41 | +18  | Fase de grupos de la Liga Europa       |
| 7    | West Ham United      | 62   | 38 | 16 | 14 | 8  | 65 | 51 | +14  | Tercera ronda previa de la Liga Europa |
| 8    | Liverpool            | 60   | 38 | 16 | 12 | 10 | 63 | 50 | +13  |                                        |
| 9    | Stoke City           | 51   | 38 | 14 | 9  | 15 | 41 | 55 | −14  |                                        |
| 10   | Chelsea              | 50   | 38 | 12 | 14 | 12 | 59 | 53 | +6   |                                        |
| 11   | Everton              | 47   | 38 | 11 | 14 | 13 | 59 | 55 | +4   |                                        |
| 12   | Swansea City         | 47   | 38 | 12 | 11 | 15 | 42 | 52 | −10  |                                        |
| 13   | Watford              | 45   | 38 | 12 | 9  | 17 | 40 | 50 | −10  |                                        |
| 14   | West Bromwich Albion | 43   | 38 | 10 | 13 | 15 | 34 | 48 | −14  |                                        |
| 15   | Crystal Palace       | 42   | 38 | 11 | 9  | 18 | 39 | 51 | −12  |                                        |
| 16   | Bournemouth          | 42   | 38 | 11 | 9  | 18 | 45 | 67 | −22  |                                        |
| 17   | Sunderland           | 39   | 38 | 9  | 12 | 17 | 48 | 62 | −14  |                                        |
| 18   | Newcastle United (D) | 37   | 38 | 9  | 10 | 19 | 44 | 65 | −21  | Descenso de categoría                  |
| 19   | Norwich City (D)     | 34   | 38 | 9  | 7  | 22 | 39 | 67 | −28  | Descenso de categoría                  |
| 20   | Aston Villa (D)      | 17   | 38 | 3  | 8  | 27 | 27 | 76 | −49  | Descenso de categoría                  |

Actualizado a los partidos jugados el 17 de mayo de 2016.
 Fuente: premierleague.com y marca.com
Notas:
1. ↑  Southampton se clasificó para la fase de grupos de la Liga Europa de la UEFA 2015-16, ya que el campeón de la FA Cup 2015-16 (Manchester United) se clasificó a la fase de grupos de la Liga Europa de la UEFA 2016-17 mediante la Premier League, por lo que el lugar que otorga dicho torneo, pasó al 6° clasificado.
2. ↑  West Ham United se clasificó para la tercera ronda previa de la Liga Europa de la UEFA 2016-17, ya que el campeón de la Copa de la Liga de Inglaterra 2015-16 (Manchester City) se clasificó a los play-offs de la Liga de Campeones de la UEFA 2016-17 mediante la Premier League, por lo que el lugar que otorga dicho torneo, pasó al 7° clasificado.

### Evolución de las posiciones
El Leicester City fue la sorpresa de la temporada. Luego de salvarse ajustadamente del descenso a la segunda categoría la temporada anterior, varios medios auguraban que se concrete el descenso esta temporada. Varias casas de apuestas británicas le daban al equipo 1 entre 5000 posibilidades de que gane el título. Después de la destitución de su entrenador Nigel Pearson, el italiano Claudio Ranieri se hizo cargo del equipo. La contratación de Ranieri fue vista con cierto escepticismo, ya que había sido destituido de la selección de Grecia tras una pésima campaña en la clasificación para la Eurocopa 2016, en la que resalta una humillante derrota 0-1 ante Islas Feroe. A pesar de vencer 4-2 al Sunderland en su primer encuentro, el equipo cayó hasta la mitad de la clasificación al perder como local 2-5 ante el Arsenal. Sin embargo, y gracias a una destacada actuación de su delantero Jamie Vardy —que anotó en 11 partidos consecutivos— el equipo escaló hasta la primera posición, que ocupó hasta el 29 de diciembre, cuando un empate sin goles ante Manchester City dejó al equipo como segundo clasificado al cabo de la primera rueda. El 16 de enero, empató 1-1 ante Aston Villa, lo cual devolvió al Leicester a la primera posición, la cual ocupó hasta el final de temporada. Tras el empate 2-2 entre Chelsea y Tottenham Hotspur el 2 de mayo de 2016, el Leicester aseguró su primer título de liga nacional, superando el subcampeonato de la temporada 1928-29.
Por su parte, el Chelsea —que era el campeón defensor— tuvo una mala temporada, despidiendo a su entrenador José Mourinho a mediados de diciembre con el equipo ubicándose 16.º Pese a una notable mejora en la segunda rueda, Chelsea no pudo clasificarse para ninguna competición internacional por primera vez desde la temporada 1996-97. Eden Hazard, ganador del Premio PFA al jugador del año la temporada anterior, no anotó ningún gol hasta la jornada 34.
Arsenal buscaba obtener su primera liga desde 2004. Tras un pobre comienzo, el equipo creció y alcanzó el liderato a inicios de enero, desplazando al Leicester. Sin embargo, una serie de malos resultados, incluyendo empates con Liverpool, Stoke City y Southampton, junto con una derrota ante Chelsea causó que el equipo caiga hasta el 4° puesto hacia mediados de febrero. Si bien continuó luchando por el título, una serie de empates ante West Ham, Sunderland y Crystal Palace durante el mes de abril causó que el equipo quedara sin posibilidad de aspirar al campeonato. Su rival, Tottenham Hotspur ganó 6 partidos consecutivos, y tras la derrota del Arsenal ante Manchester United a fines de febrero, se posicionó segundo, manteniéndose en esa ubicación hasta la última jornada. Sin embargo, tras empatar con West Bromwich Albion y Chelsea finalmenente hizo que el título depare para el Leicester, lo que hubiese significado su primer título desde 1961. En el mencionado encuentro ante el Chelsea —que finalizó 2-2—, sus jugadores recibieron 9 tarjetas amarillas, lo cual marcó un récord en la liga inglesa. En su último partido, Tottenham fue goleado 5-1 por Newcastle United, concluyendo el campeonato en tercer lugar, con un punto menos que el Arsenal.
Aston Villa, tras varias temporadas de crisis, fue el primer club en descender, tras perder 1-0 como visitante ante Manchester United el 16 de abril. Fue su primer descenso desde la creación de la Premier League en 1992. El 11 de mayo, el Sunderland derrotó 3-0 al Everton, resultado que confirmó su permanencia en la máxima categoría y condenó al descenso tanto a Newcastle United como a Norwich City.
Todos los partidos de la última fecha estaban programados para el 15 de mayo en el mismo horario. Sin embargo, el encuentro entre Manchester United y Bournemouth fue suspendido, ya que la afición que se encontraba en las gradas de Old Trafford debió ser evacuada debido al descubrimiento de un artefacto sospechoso, similar a un explosivo. Posteriormente, se confirmó ser un sobrante accidental de un ejercicio de simulacro de una compañía privada.
| Equipo / Jornada      | 1  | 2  | 3  | 4  | 5  | 6  | 7  | 8  | 9  | 10 | 11 | 12 | 13 | 14 | 15 | 16 | 17 | 18 | 19 | 20 | 21 | 22 | 23 | 24 | 25 | 26 | 27 | 28 | 29 | 30 | 31 | 32 | 33 | 34 | 35 | 36 | 37 | 38 |
| Equipo / Jornada      |    |    |    |    |    |    |    |    |    |    |    |    |    |    |    |    |    |    |    |    |    |    |    |    |    |    |    |    |    |    |    |    |    |    |    |    |    |    |
| --------------------- | -- | -- | -- | -- | -- | -- | -- | -- | -- | -- | -- | -- | -- | -- | -- | -- | -- | -- | -- | -- | -- | -- | -- | -- | -- | -- | -- | -- | -- | -- | -- | -- | -- | -- | -- | -- | -- | -- |
| Leicester City        | 2  | 2  | 2  | 3  | 2  | 4  | 8  | 5  | 5  | 5  | 3  | 3  | 1  | 2  | 1  | 1  | 1  | 1  | 2  | 2  | 2  | 2  | 1  | 1  | 1  | 1  | 1  | 1  | 1  | 1  | 1  | 1  | 1  | 1  | 1  | 1  | 1  | 1  |
| Arsenal5              | 19 | 11 | 9  | 6  | 4  | 5  | 4  | 2  | 2  | 2  | 2  | 2  | 4  | 4  | 2  | 2  | 2  | 2  | 1  | 1  | 1  | 1  | 3  | 4  | 3  | 3  | 3  | 3  | 3  | 3  | 3  | 3  | 3  | 3  | 4  | 3  | 3  | 2  |
| Tottenham Hotspur     | 16 | 14 | 16 | 16 | 12 | 9  | 6  | 8  | 7  | 6  | 5  | 5  | 5  | 5  | 5  | 5  | 4  | 4  | 4  | 4  | 4  | 4  | 4  | 3  | 2  | 2  | 2  | 2  | 2  | 2  | 2  | 2  | 2  | 2  | 2  | 2  | 2  | 3  |
| Manchester City1      | 1  | 1  | 1  | 1  | 1  | 1  | 2  | 1  | 1  | 1  | 1  | 1  | 3  | 1  | 3  | 3  | 3  | 3  | 3  | 3  | 3  | 3  | 2  | 2  | 4  | 4  | 4  | 4  | 4  | 4  | 4  | 4  | 4  | 4  | 3  | 4  | 4  | 4  |
| Manchester United4 9  | 7  | 4  | 4  | 5  | 3  | 2  | 1  | 3  | 3  | 4  | 4  | 4  | 2  | 3  | 4  | 4  | 5  | 6  | 6  | 5  | 6  | 5  | 5  | 5  | 5  | 5  | 5  | 5  | 6  | 6  | 6  | 5  | 5  | 5  | 5  | 5  | 5  | 5  |
| Southampton           | 11 | 17 | 18 | 10 | 11 | 16 | 10 | 9  | 8  | 8  | 7  | 7  | 8  | 10 | 12 | 12 | 12 | 12 | 12 | 13 | 12 | 10 | 8  | 7  | 7  | 6  | 7  | 9  | 9  | 7  | 7  | 7  | 7  | 8  | 8  | 7  | 7  | 6  |
| West Ham United3 9    | 4  | 8  | 11 | 8  | 5  | 3  | 3  | 6  | 4  | 3  | 6  | 6  | 6  | 8  | 7  | 8  | 8  | 10 | 8  | 6  | 5  | 6  | 6  | 6  | 6  | 7  | 6  | 6  | 5  | 5  | 5  | 6  | 6  | 6  | 6  | 6  | 6  | 7  |
| Liverpool2 7          | 6  | 3  | 3  | 7  | 10 | 13 | 9  | 10 | 10 | 9  | 8  | 10 | 9  | 6  | 8  | 9  | 9  | 8  | 7  | 8  | 9  | 9  | 7  | 8  | 9  | 8  | 9  | 8  | 7  | 8  | 9  | 9  | 8  | 7  | 7  | 8  | 8  | 8  |
| Stoke City            | 15 | 13 | 15 | 18 | 18 | 18 | 17 | 14 | 11 | 14 | 14 | 12 | 11 | 12 | 11 | 11 | 11 | 11 | 10 | 10 | 7  | 7  | 9  | 10 | 11 | 10 | 8  | 7  | 8  | 9  | 8  | 8  | 9  | 9  | 10 | 10 | 10 | 9  |
| Chelsea7              | 8  | 16 | 10 | 13 | 17 | 15 | 14 | 16 | 12 | 15 | 15 | 16 | 15 | 14 | 14 | 16 | 15 | 15 | 14 | 14 | 14 | 14 | 13 | 13 | 13 | 12 | 11 | 10 | 10 | 10 | 10 | 10 | 10 | 10 | 9  | 9  | 9  | 10 |
| Everton2 6 8          | 9  | 5  | 7  | 9  | 7  | 6  | 5  | 7  | 9  | 11 | 9  | 9  | 7  | 9  | 9  | 10 | 10 | 9  | 11 | 11 | 11 | 11 | 12 | 11 | 8  | 11 | 12 | 11 | 12 | 12 | 12 | 12 | 12 | 11 | 11 | 11 | 12 | 11 |
| Swansea City          | 12 | 6  | 6  | 4  | 8  | 7  | 11 | 11 | 14 | 12 | 13 | 14 | 14 | 15 | 15 | 17 | 18 | 16 | 17 | 17 | 17 | 17 | 15 | 16 | 16 | 16 | 16 | 16 | 16 | 16 | 15 | 15 | 13 | 14 | 15 | 13 | 11 | 12 |
| Watford3 10           | 13 | 12 | 12 | 17 | 13 | 10 | 13 | 12 | 15 | 13 | 11 | 11 | 13 | 11 | 10 | 7  | 7  | 7  | 9  | 9  | 10 | 12 | 10 | 9  | 10 | 9  | 10 | 12 | 13 | 14 | 14 | 14 | 15 | 12 | 12 | 12 | 13 | 13 |
| West Bromwich Albion5 | 20 | 18 | 20 | 15 | 14 | 12 | 15 | 17 | 13 | 10 | 12 | 13 | 12 | 13 | 13 | 13 | 13 | 13 | 13 | 12 | 13 | 13 | 14 | 14 | 14 | 14 | 13 | 13 | 11 | 11 | 11 | 11 | 14 | 15 | 13 | 14 | 15 | 14 |
| Crystal Palace4 8     | 3  | 7  | 5  | 2  | 6  | 8  | 7  | 4  | 6  | 7  | 10 | 8  | 10 | 7  | 6  | 6  | 6  | 5  | 5  | 7  | 8  | 8  | 11 | 12 | 12 | 13 | 14 | 14 | 15 | 15 | 16 | 16 | 16 | 16 | 16 | 16 | 14 | 15 |
| Bournemouth           | 14 | 19 | 13 | 11 | 16 | 14 | 16 | 15 | 17 | 17 | 17 | 18 | 19 | 18 | 17 | 14 | 14 | 14 | 16 | 16 | 16 | 15 | 16 | 15 | 15 | 15 | 15 | 15 | 14 | 13 | 13 | 13 | 11 | 13 | 14 | 15 | 16 | 16 |
| Sunderland6           | 17 | 20 | 19 | 20 | 19 | 20 | 20 | 19 | 20 | 18 | 19 | 19 | 18 | 17 | 19 | 19 | 19 | 19 | 19 | 19 | 18 | 19 | 19 | 19 | 19 | 19 | 19 | 17 | 17 | 17 | 18 | 18 | 18 | 18 | 17 | 18 | 17 | 17 |
| Newcastle United1     | 10 | 15 | 17 | 19 | 20 | 19 | 19 | 20 | 18 | 19 | 18 | 17 | 17 | 19 | 18 | 15 | 17 | 18 | 18 | 18 | 19 | 18 | 18 | 18 | 17 | 18 | 18 | 19 | 19 | 19 | 19 | 19 | 19 | 19 | 19 | 17 | 18 | 18 |
| Norwich City10        | 18 | 9  | 8  | 14 | 9  | 11 | 12 | 13 | 16 | 16 | 16 | 15 | 16 | 16 | 16 | 18 | 16 | 17 | 15 | 15 | 15 | 16 | 17 | 17 | 18 | 17 | 17 | 18 | 18 | 18 | 17 | 17 | 17 | 17 | 18 | 19 | 19 | 19 |
| Aston Villa           | 5  | 10 | 14 | 12 | 15 | 17 | 18 | 18 | 19 | 20 | 20 | 20 | 20 | 20 | 20 | 20 | 20 | 20 | 20 | 20 | 20 | 20 | 20 | 20 | 20 | 20 | 20 | 20 | 20 | 20 | 20 | 20 | 20 | 20 | 20 | 20 | 20 | 20 |

Notas:
- 1 Posiciones de Newcastle United y Manchester City de la fecha 27 hasta la 34 con un partido pendiente por la suspensión del encuentro entre ambos en la jornada 27.
- 2 Posiciones de Liverpool y Everton de la fecha 27 hasta la 34 con un partido pendiente por la suspensión del encuentro entre ambos en la jornada 27.
- 3 Posiciones de West Ham United y Watford de la fecha 30 hasta la 34 con un partido pendiente por la suspensión del encuentro entre ambos en la jornada 30.
- 4 Posiciones de Manchester United y Crystal Palace de la fecha 30 hasta la 34 con un partido pendiente por la suspensión del encuentro entre ambos en la jornada 30.
- 5 Posiciones de Arsenal y West Bromwich Albion de la fecha 30 hasta la 34 con un partido pendiente por la suspensión del encuentro entre ambos en la jornada 30.
- 6 Posiciones de Sunderland y Everton de la fecha 30 hasta la 37 con un partido pendiente por la suspensión del encuentro entre ambos en la jornada 30.
- 7 Posiciones de Liverpool y Chelsea de la fecha 30 hasta la 37 con un partido pendiente por la suspensión del encuentro entre ambos en la jornada 30.
- 8 Posiciones de Crystal Palace y Everton de la fecha 34 y 35 con un partido anticipado por la suspensión del encuentro entre ambos en la jornada 35.
- 9 Posiciones de West Ham United y Manchester United de la fecha 35 hasta la 37 con un partido pendiente por la suspensión del encuentro entre ambos en la jornada 35.
- 10 Posiciones de Norwich City y Watford de la fecha 35 hasta la 37 con un partido pendiente por la suspensión del encuentro entre ambos en la jornada 35.

## Resultados
- Los horarios corresponden al huso horario del Reino Unido (Hora de Europa Occidental): UTC+0 en horario estándar y UTC+1 en horario de verano

### Primera vuelta
| Manchester United    | 1 - 0 Archivado el 8 de agosto de 2015 en Wayback Machine.                                              | Tottenham       | Old Trafford       | 8 de agosto  | 12:45 |
| Bournemouth          | 0 - 1 Archivado el 11 de agosto de 2015 en Wayback Machine.                                             | Aston Villa     | Dean Court         | 8 de agosto  | 15:00 |
| Everton              | 2 - 2 Archivado el 11 de agosto de 2015 en Wayback Machine.                                             | Watford         | Goodison Park      | 8 de agosto  | 15:00 |
| Leicester City       | 4 - 2 Archivado el 11 de agosto de 2015 en Wayback Machine.                                             | Sunderland      | King Power Stadium | 8 de agosto  | 15:00 |
| Norwich City         | 1 - 3 Archivado el 7 de agosto de 2015 en Wayback Machine.                                              | Crystal Palace  | Carrow Road        | 8 de agosto  | 15:00 |
| Chelsea              | 2 - 2 Archivado el 8 de agosto de 2015 en Wayback Machine.                                              | Swansea City    | Stamford Bridge    | 8 de agosto  | 17:30 |
| Arsenal              | 0 - 2 (enlace roto disponible en Internet Archive; véase el historial, la primera versión y la última). | West Ham United | Emirates Stadium   | 9 de agosto  | 13:30 |
| Newcastle United     | 2 - 2 Archivado el 6 de agosto de 2015 en Wayback Machine.                                              | Southampton     | St James' Park     | 9 de agosto  | 13:30 |
| Stoke City           | 0 - 1 Archivado el 10 de agosto de 2015 en Wayback Machine.                                             | Liverpool       | Britannia Stadium  | 9 de agosto  | 16:00 |
| West Bromwich Albion | 0 - 3 Archivado el 6 de agosto de 2015 en Wayback Machine.                                              | Manchester City | The Hawthorns      | 10 de agosto | 20:00 |

| Aston Villa       | 0 - 1 Archivado el 12 de agosto de 2015 en Wayback Machine. | Manchester United    | Villa Park        | 14 de agosto | 19:45 |
| Southampton       | 0 - 3 Archivado el 11 de agosto de 2015 en Wayback Machine. | Everton              | St Mary's Stadium | 15 de agosto | 12:45 |
| Tottenham Hotspur | 2 - 2 Archivado el 16 de agosto de 2015 en Wayback Machine. | Stoke City           | White Hart Lane   | 15 de agosto | 15:00 |
| Sunderland        | 1 - 3 Archivado el 12 de agosto de 2015 en Wayback Machine. | Norwich City         | Stadium of Light  | 15 de agosto | 15:00 |
| Swansea City      | 2 - 0 Archivado el 15 de agosto de 2015 en Wayback Machine. | Newcastle United     | Liberty Stadium   | 15 de agosto | 15:00 |
| Watford           | 0 - 0 Archivado el 12 de agosto de 2015 en Wayback Machine. | West Bromwich Albion | Vicarage Road     | 15 de agosto | 15:00 |
| West Ham United   | 1 - 2 Archivado el 16 de agosto de 2015 en Wayback Machine. | Leicester City       | Boleyn Ground     | 15 de agosto | 15:00 |
| Crystal Palace    | 1 - 2 Archivado el 12 de agosto de 2015 en Wayback Machine. | Arsenal              | Selhurst Park     | 16 de agosto | 13:30 |
| Manchester City   | 3 - 0 Archivado el 10 de agosto de 2015 en Wayback Machine. | Chelsea              | Etihad Stadium    | 16 de agosto | 16:00 |
| Liverpool         | 1 - 0 Archivado el 12 de agosto de 2015 en Wayback Machine. | Bournemouth          | Anfield           | 17 de agosto | 20:00 |

| Manchester United    | 0 - 0 Archivado el 20 de agosto de 2015 en Wayback Machine.                                             | Newcastle United  | Old Trafford       | 22 de agosto | 12:45 |
| Crystal Palace       | 2 - 1 Archivado el 14 de agosto de 2015 en Wayback Machine.                                             | Aston Villa       | Selhurst Park      | 22 de agosto | 15:00 |
| Leicester City       | 1 - 1 Archivado el 19 de agosto de 2015 en Wayback Machine.                                             | Tottenham Hotspur | King Power Stadium | 22 de agosto | 15:00 |
| Norwich City         | 1 - 1 Archivado el 22 de agosto de 2015 en Wayback Machine.                                             | Stoke City        | Carrow Road        | 22 de agosto | 15:00 |
| Sunderland           | 1 - 1 (enlace roto disponible en Internet Archive; véase el historial, la primera versión y la última). | Swansea City      | Stadium of Light   | 22 de agosto | 15:00 |
| West Ham United      | 3 - 4 (enlace roto disponible en Internet Archive; véase el historial, la primera versión y la última). | Bournemouth       | Boleyn Ground      | 22 de agosto | 15:00 |
| West Bromwich Albion | 2 - 3 Archivado el 19 de agosto de 2015 en Wayback Machine.                                             | Chelsea           | The Hawthorns      | 23 de agosto | 13:30 |
| Everton              | 0 - 2 Archivado el 19 de agosto de 2015 en Wayback Machine.                                             | Manchester City   | Goodison Park      | 23 de agosto | 16:00 |
| Watford              | 0 - 0 Archivado el 22 de agosto de 2015 en Wayback Machine.                                             | Southampton       | Vicarage Road      | 23 de agosto | 16:00 |
| Arsenal              | 0 - 0 (enlace roto disponible en Internet Archive; véase el historial, la primera versión y la última). | Liverpool         | Emirates Stadium   | 24 de agosto | 20:00 |

| Newcastle United  | 0 - 1 Archivado el 31 de agosto de 2015 en Wayback Machine.    | Arsenal              | St James' Park    | 29 de agosto | 12:45 |
| Aston Villa       | 2 - 2 Archivado el 20 de agosto de 2015 en Wayback Machine.    | Sunderland           | Villa Park        | 29 de agosto | 15:00 |
| Bournemouth       | 1 - 1 Archivado el 3 de septiembre de 2015 en Wayback Machine. | Leicester City       | Vitality Stadium  | 29 de agosto | 15:00 |
| Chelsea           | 1 - 2 Archivado el 25 de agosto de 2015 en Wayback Machine.    | Crystal Palace       | Stamford Bridge   | 29 de agosto | 15:00 |
| Liverpool         | 0 - 3 Archivado el 2 de septiembre de 2015 en Wayback Machine. | West Ham United      | Anfield           | 29 de agosto | 15:00 |
| Manchester City   | 2 - 0 Archivado el 2 de septiembre de 2015 en Wayback Machine. | Watford              | Etihad Stadium    | 29 de agosto | 15:00 |
| Stoke City        | 0 - 1 Archivado el 5 de septiembre de 2015 en Wayback Machine. | West Bromwich Albion | Britannia Stadium | 29 de agosto | 15:00 |
| Tottenham Hotspur | 0 - 0 Archivado el 21 de agosto de 2015 en Wayback Machine.    | Everton              | White Hart Lane   | 29 de agosto | 17:30 |
| Southampton       | 3 - 0 Archivado el 1 de septiembre de 2015 en Wayback Machine. | Norwich City         | St Mary's Stadium | 30 de agosto | 13:30 |
| Swansea City      | 2 - 1 Archivado el 1 de septiembre de 2015 en Wayback Machine. | Manchester United    | Liberty Stadium   | 30 de agosto | 16:00 |

| Everton              | 3 - 1 (enlace roto disponible en Internet Archive; véase el historial, la primera versión y la última). | Chelsea           | Goodison Park      | 12 de septiembre | 12:45 |
| Arsenal              | 2 - 0 Archivado el 8 de septiembre de 2015 en Wayback Machine.                                          | Stoke City        | Emirates Stadium   | 12 de septiembre | 15:00 |
| Crystal Palace       | 0 - 1 (enlace roto disponible en Internet Archive; véase el historial, la primera versión y la última). | Manchester City   | Selhurst Park      | 12 de septiembre | 15:00 |
| Norwich City         | 3 - 1 Archivado el 7 de septiembre de 2015 en Wayback Machine.                                          | Bournemouth       | Carrow Road        | 12 de septiembre | 15:00 |
| Watford              | 1 - 0 Archivado el 5 de septiembre de 2015 en Wayback Machine.                                          | Swansea City      | Vicarage Road      | 12 de septiembre | 15:00 |
| West Bromwich Albion | 0 - 0 Archivado el 13 de septiembre de 2015 en Wayback Machine.                                         | Southampton       | The Hawthorns      | 12 de septiembre | 15:00 |
| Manchester United    | 3 - 1 Archivado el 6 de septiembre de 2015 en Wayback Machine.                                          | Liverpool         | Old Trafford       | 12 de septiembre | 17:30 |
| Sunderland           | 0 - 1 Archivado el 6 de septiembre de 2015 en Wayback Machine.                                          | Tottenham Hotspur | Stadium of Light   | 13 de septiembre | 13:30 |
| Leicester City       | 3 - 2 Archivado el 6 de septiembre de 2015 en Wayback Machine.                                          | Aston Villa       | King Power Stadium | 13 de septiembre | 16:00 |
| West Ham United      | 2 - 0 Archivado el 7 de septiembre de 2015 en Wayback Machine.                                          | Newcastle United  | Boleyn Ground      | 14 de septiembre | 20:00 |

| Chelsea           | 2 - 0 Archivado el 23 de septiembre de 2015 en Wayback Machine.                                         | Arsenal              | Stamford Bridge   | 19 de septiembre | 12:45 |
| Aston Villa       | 0 - 1 Archivado el 18 de septiembre de 2015 en Wayback Machine.                                         | West Bromwich Albion | Villa Park        | 19 de septiembre | 15:00 |
| Bournemouth       | 2 - 0 Archivado el 18 de septiembre de 2015 en Wayback Machine.                                         | Sunderland           | Vitality Stadium  | 19 de septiembre | 15:00 |
| Newcastle United  | 1 - 2 Archivado el 18 de septiembre de 2015 en Wayback Machine.                                         | Watford              | St James' Park    | 19 de septiembre | 15:00 |
| Stoke City        | 2 - 2 Archivado el 18 de septiembre de 2015 en Wayback Machine.                                         | Leicester City       | Britannia Stadium | 19 de septiembre | 15:00 |
| Swansea City      | 0 - 0 Archivado el 18 de septiembre de 2015 en Wayback Machine.                                         | Everton              | Liberty Stadium   | 19 de septiembre | 15:00 |
| Manchester City   | 1 - 2 Archivado el 1 de julio de 2016 en Wayback Machine.                                               | West Ham United      | Etihad Stadium    | 19 de septiembre | 17:30 |
| Tottenham Hotspur | 1 - 0 Archivado el 16 de septiembre de 2015 en Wayback Machine.                                         | Crystal Palace       | White Hart Lane   | 20 de septiembre | 13:30 |
| Liverpool         | 1 - 1 (enlace roto disponible en Internet Archive; véase el historial, la primera versión y la última). | Norwich City         | Anfield           | 20 de septiembre | 16:00 |
| Southampton       | 2 - 3 Archivado el 15 de septiembre de 2015 en Wayback Machine.                                         | Manchester United    | St Mary's Stadium | 20 de septiembre | 16:00 |

| Tottenham Hotspur    | 4 - 1 Archivado el 25 de septiembre de 2015 en Wayback Machine. | Manchester City | White Hart Lane    | 26 de septiembre | 12:45 |
| Leicester City       | 2 - 5 Archivado el 25 de septiembre de 2015 en Wayback Machine. | Arsenal         | King Power Stadium | 26 de septiembre | 15:00 |
| Liverpool            | 3 - 2 Archivado el 23 de septiembre de 2015 en Wayback Machine. | Aston Villa     | Anfield            | 26 de septiembre | 15:00 |
| Manchester United    | 3 - 0 Archivado el 23 de septiembre de 2015 en Wayback Machine. | Sunderland      | Old Trafford       | 26 de septiembre | 15:00 |
| Southampton          | 3 - 1 Archivado el 25 de septiembre de 2015 en Wayback Machine. | Swansea City    | St Mary's Stadium  | 26 de septiembre | 15:00 |
| Stoke City           | 2 - 1 Archivado el 24 de septiembre de 2015 en Wayback Machine. | Bournemouth     | Britannia Stadium  | 26 de septiembre | 15:00 |
| West Ham United      | 2 - 2 Archivado el 25 de septiembre de 2015 en Wayback Machine. | Norwich City    | Boleyn Ground      | 26 de septiembre | 15:00 |
| Newcastle United     | 2 - 2 Archivado el 23 de septiembre de 2015 en Wayback Machine. | Chelsea         | St James' Park     | 26 de septiembre | 17:30 |
| Watford              | 0 - 1 Archivado el 27 de septiembre de 2015 en Wayback Machine. | Crystal Palace  | Vicarage Road      | 27 de septiembre | 16:00 |
| West Bromwich Albion | 2 - 3 Archivado el 23 de septiembre de 2015 en Wayback Machine. | Everton         | The Hawthorns      | 28 de septiembre | 20:00 |

| Crystal Palace  | 2 - 0 Archivado el 1 de octubre de 2015 en Wayback Machine.     | West Bromwich Albion | Selhurst Park    | 3 de octubre | 12:45 |
| Aston Villa     | 0 - 1 Archivado el 1 de octubre de 2015 en Wayback Machine.     | Stoke City           | Villa Park       | 3 de octubre | 15:00 |
| Bournemouth     | 1 - 1 Archivado el 25 de septiembre de 2015 en Wayback Machine. | Watford              | Vitality Stadium | 3 de octubre | 15:00 |
| Manchester City | 6 - 1 Archivado el 1 de octubre de 2015 en Wayback Machine.     | Newcastle United     | Etihad Stadium   | 3 de octubre | 15:00 |
| Norwich City    | 1 - 2 Archivado el 1 de octubre de 2015 en Wayback Machine.     | Leicester City       | Carrow Road      | 3 de octubre | 15:00 |
| Sunderland      | 2 - 2 Archivado el 27 de septiembre de 2015 en Wayback Machine. | West Ham United      | Stadium of Light | 3 de octubre | 15:00 |
| Chelsea         | 1 - 3 Archivado el 1 de octubre de 2015 en Wayback Machine.     | Southampton          | Stamford Bridge  | 3 de octubre | 17:30 |
| Everton         | 1 - 1 Archivado el 29 de septiembre de 2015 en Wayback Machine. | Liverpool            | Goodison Park    | 4 de octubre | 13:30 |
| Arsenal         | 3 - 0 Archivado el 5 de octubre de 2015 en Wayback Machine.     | Manchester United    | Emirates Stadium | 4 de octubre | 16:00 |
| Swansea City    | 2 - 2 Archivado el 30 de septiembre de 2015 en Wayback Machine. | Tottenham Hotspur    | Liberty Stadium  | 4 de octubre | 16:00 |

| Tottenham Hotspur    | 0 - 0 Archivado el 25 de octubre de 2015 en Wayback Machine.                                            | Liverpool         | White Hart Lane   | 17 de octubre | 12:45 |
| Chelsea              | 2 - 0 Archivado el 26 de octubre de 2015 en Wayback Machine.                                            | Aston Villa       | Stamford Bridge   | 17 de octubre | 15:00 |
| Crystal Palace       | 1 - 3 Archivado el 11 de octubre de 2015 en Wayback Machine.                                            | West Ham United   | Selhurst Park     | 17 de octubre | 15:00 |
| Everton              | 0 - 3 Archivado el 25 de octubre de 2015 en Wayback Machine.                                            | Manchester United | Goodison Park     | 17 de octubre | 15:00 |
| Manchester City      | 5 - 1 Archivado el 16 de octubre de 2015 en Wayback Machine.                                            | Bournemouth       | Etihad Stadium    | 17 de octubre | 15:00 |
| Southampton          | 2 - 2 (enlace roto disponible en Internet Archive; véase el historial, la primera versión y la última). | Leicester City    | St Mary's Stadium | 17 de octubre | 15:00 |
| West Bromwich Albion | 1 - 0 Archivado el 20 de octubre de 2015 en Wayback Machine.                                            | Sunderland        | The Hawthorns     | 17 de octubre | 15:00 |
| Watford              | 0 - 3 Archivado el 8 de octubre de 2015 en Wayback Machine.                                             | Arsenal           | Vicarage Road     | 17 de octubre | 17:30 |
| Newcastle United     | 6 - 2 Archivado el 14 de octubre de 2015 en Wayback Machine.                                            | Norwich City      | St James' Park    | 18 de octubre | 16:00 |
| Swansea City         | 0 - 1 (enlace roto disponible en Internet Archive; véase el historial, la primera versión y la última). | Stoke City        | Liberty Stadium   | 19 de octubre | 20:00 |

| Aston Villa       | 1 - 2 Archivado el 26 de octubre de 2015 en Wayback Machine. | Swansea City         | Villa Park         | 24 de octubre | 15:00 |
| Leicester City    | 1 - 0 Archivado el 26 de octubre de 2015 en Wayback Machine. | Crystal Palace       | King Power Stadium | 24 de octubre | 15:00 |
| Norwich City      | 0 - 1 Archivado el 25 de octubre de 2015 en Wayback Machine. | West Bromwich Albion | Carrow Road        | 24 de octubre | 15:00 |
| Stoke City        | 0 - 2 Archivado el 26 de octubre de 2015 en Wayback Machine. | Watford              | Britannia Stadium  | 24 de octubre | 15:00 |
| West Ham United   | 2 - 1 Archivado el 28 de octubre de 2015 en Wayback Machine. | Chelsea              | Boleyn Ground      | 24 de octubre | 15:00 |
| Arsenal           | 2 - 1 Archivado el 26 de octubre de 2015 en Wayback Machine. | Everton              | Emirates Stadium   | 24 de octubre | 17:30 |
| Sunderland        | 3 - 0 Archivado el 23 de octubre de 2015 en Wayback Machine. | Newcastle United     | Stadium of Light   | 25 de octubre | 12:00 |
| Bournemouth       | 1 - 5 Archivado el 26 de octubre de 2015 en Wayback Machine. | Tottenham Hotspur    | Vitality Stadium   | 25 de octubre | 14:05 |
| Manchester United | 0 - 0 Archivado el 21 de octubre de 2015 en Wayback Machine. | Manchester City      | Old Trafford       | 25 de octubre | 14:05 |
| Liverpool         | 1 - 1 Archivado el 26 de octubre de 2015 en Wayback Machine. | Southampton          | Anfield            | 25 de octubre | 16:15 |

| Chelsea              | 1 - 3 Archivado el 27 de octubre de 2015 en Wayback Machine.  | Liverpool         | Stamford Bridge   | 31 de octubre  | 12:45 |
| Crystal Palace       | 0 - 0 Archivado el 29 de octubre de 2015 en Wayback Machine.  | Manchester United | Selhurst Park     | 31 de octubre  | 15:00 |
| Manchester City      | 2 - 1 Archivado el 30 de octubre de 2015 en Wayback Machine.  | Norwich City      | Etihad Stadium    | 31 de octubre  | 15:00 |
| Newcastle United     | 0 - 0 Archivado el 27 de octubre de 2015 en Wayback Machine.  | Stoke City        | St James' Park    | 31 de octubre  | 15:00 |
| Swansea City         | 0 - 3 Archivado el 28 de octubre de 2015 en Wayback Machine.  | Arsenal           | Liberty Stadium   | 31 de octubre  | 15:00 |
| Watford              | 2 - 0 Archivado el 27 de octubre de 2015 en Wayback Machine.  | West Ham United   | Vicarage Road     | 31 de octubre  | 15:00 |
| West Bromwich Albion | 2 - 3 Archivado el 2 de noviembre de 2015 en Wayback Machine. | Leicester City    | The Hawthorns     | 31 de octubre  | 15:00 |
| Everton              | 6 - 2 Archivado el 31 de octubre de 2015 en Wayback Machine.  | Sunderland        | Goodison Park     | 1 de noviembre | 13:30 |
| Southampton          | 2 - 0 Archivado el 3 de noviembre de 2015 en Wayback Machine. | Bournemouth       | St Mary's Stadium | 1 de noviembre | 16:00 |
| Tottenham Hotspur    | 3 - 1 Archivado el 27 de octubre de 2015 en Wayback Machine.  | Aston Villa       | White Hart Lane   | 2 de noviembre | 20:00 |

| Bournemouth       | 0 - 1 Archivado el 3 de noviembre de 2015 en Wayback Machine.  | Newcastle United     | Vitality Stadium   | 7 de noviembre | 12:45 |
| Leicester City    | 2 - 1 Archivado el 7 de noviembre de 2015 en Wayback Machine.  | Watford              | King Power Stadium | 7 de noviembre | 15:00 |
| Manchester United | 2 - 0 Archivado el 6 de noviembre de 2015 en Wayback Machine.  | West Bromwich Albion | Old Trafford       | 7 de noviembre | 15:00 |
| Norwich City      | 1 - 0 Archivado el 29 de octubre de 2015 en Wayback Machine.   | Swansea City         | Carrow Road        | 7 de noviembre | 15:00 |
| Sunderland        | 0 - 1 Archivado el 10 de noviembre de 2015 en Wayback Machine. | Southampton          | Stadium of Light   | 7 de noviembre | 15:00 |
| West Ham United   | 1 - 1 Archivado el 29 de octubre de 2015 en Wayback Machine.   | Everton              | Boleyn Ground      | 7 de noviembre | 15:00 |
| Stoke City        | 1 - 0 Archivado el 7 de noviembre de 2015 en Wayback Machine.  | Chelsea              | Britannia Stadium  | 7 de noviembre | 17:30 |
| Aston Villa       | 0 - 0 Archivado el 17 de noviembre de 2015 en Wayback Machine. | Manchester City      | Villa Park         | 8 de noviembre | 13:30 |
| Arsenal           | 1 - 1 Archivado el 6 de noviembre de 2015 en Wayback Machine.  | Tottenham Hotspur    | Emirates Stadium   | 8 de noviembre | 16:00 |
| Liverpool         | 1 - 2 Archivado el 6 de noviembre de 2015 en Wayback Machine.  | Crystal Palace       | Anfield            | 8 de noviembre | 16:00 |

| Watford              | 1 - 2 Archivado el 18 de noviembre de 2015 en Wayback Machine. | Manchester United | Vicarage Road     | 21 de noviembre | 12:45 |
| Chelsea              | 1 - 0 Archivado el 20 de noviembre de 2015 en Wayback Machine. | Norwich City      | Stamford Bridge   | 21 de noviembre | 15:00 |
| Everton              | 4 - 0 Archivado el 18 de noviembre de 2015 en Wayback Machine. | Aston Villa       | Goodison Park     | 21 de noviembre | 15:00 |
| Newcastle United     | 0 - 3 Archivado el 20 de noviembre de 2015 en Wayback Machine. | Leicester City    | St James' Park    | 21 de noviembre | 15:00 |
| Southampton          | 0 - 1 Archivado el 18 de noviembre de 2015 en Wayback Machine. | Stoke City        | St Mary's Stadium | 21 de noviembre | 15:00 |
| Swansea City         | 2 - 2 Archivado el 19 de noviembre de 2015 en Wayback Machine. | Bournemouth       | Liberty Stadium   | 21 de noviembre | 15:00 |
| West Bromwich Albion | 2 - 1 Archivado el 19 de noviembre de 2015 en Wayback Machine. | Arsenal           | The Hawthorns     | 21 de noviembre | 15:00 |
| Manchester City      | 1 - 4 Archivado el 19 de noviembre de 2015 en Wayback Machine. | Liverpool         | Etihad Stadium    | 21 de noviembre | 17:30 |
| Tottenham Hotspur    | 4 - 1 Archivado el 17 de noviembre de 2015 en Wayback Machine. | West Ham United   | White Hart Lane   | 22 de noviembre | 16:00 |
| Crystal Palace       | 0 - 1 Archivado el 20 de noviembre de 2015 en Wayback Machine. | Sunderland        | Selhurst Park     | 23 de noviembre | 20:00 |

| Aston Villa       | 2 - 3 Archivado el 24 de noviembre de 2015 en Wayback Machine.                                          | Watford              | Villa Park         | 28 de noviembre | 15:00 |
| Bournemouth       | 3 - 3 Archivado el 26 de noviembre de 2015 en Wayback Machine.                                          | Everton              | Vitality Stadium   | 28 de noviembre | 15:00 |
| Crystal Palace    | 5 - 1 Archivado el 28 de noviembre de 2015 en Wayback Machine.                                          | Newcastle United     | Selhurst Park      | 28 de noviembre | 15:00 |
| Manchester City   | 3 - 1 Archivado el 26 de noviembre de 2015 en Wayback Machine.                                          | Southampton          | Etihad Stadium     | 28 de noviembre | 15:00 |
| Sunderland        | 2 - 0 (enlace roto disponible en Internet Archive; véase el historial, la primera versión y la última). | Stoke City           | Stadium of Light   | 28 de noviembre | 15:00 |
| Leicester City    | 1 - 1 Archivado el 24 de noviembre de 2015 en Wayback Machine.                                          | Manchester United    | King Power Stadium | 28 de noviembre | 17:30 |
| Tottenham Hotspur | 0 - 0 Archivado el 29 de noviembre de 2015 en Wayback Machine.                                          | Chelsea              | White Hart Lane    | 29 de noviembre | 12:00 |
| West Ham United   | 1 - 1 Archivado el 1 de diciembre de 2015 en Wayback Machine.                                           | West Bromwich Albion | Boleyn Ground      | 29 de noviembre | 14:05 |
| Liverpool         | 1 - 0 Archivado el 26 de noviembre de 2015 en Wayback Machine.                                          | Swansea City         | Anfield            | 29 de noviembre | 16:15 |
| Norwich City      | 1 - 1 Archivado el 26 de noviembre de 2015 en Wayback Machine.                                          | Arsenal              | Carrow Road        | 29 de noviembre | 16:15 |

| Stoke City           | 2 - 0 Archivado el 8 de diciembre de 2015 en Wayback Machine. | Manchester City   | Britannia Stadium | 5 de diciembre | 12:45 |
| Arsenal              | 3 - 1 Archivado el 8 de diciembre de 2015 en Wayback Machine. | Sunderland        | Emirates Stadium  | 5 de diciembre | 15:00 |
| Manchester United    | 0 - 0 Archivado el 5 de diciembre de 2015 en Wayback Machine. | West Ham United   | Old Trafford      | 5 de diciembre | 15:00 |
| Southampton          | 1 - 1 Archivado el 7 de diciembre de 2015 en Wayback Machine. | Aston Villa       | St Mary's Stadium | 5 de diciembre | 15:00 |
| Swansea City         | 0 - 3 Archivado el 3 de diciembre de 2015 en Wayback Machine. | Leicester City    | Liberty Stadium   | 5 de diciembre | 15:00 |
| Watford              | 2 - 0 Archivado el 2 de diciembre de 2015 en Wayback Machine. | Norwich City      | Vicarage Road     | 5 de diciembre | 15:00 |
| West Bromwich Albion | 1 - 1 Archivado el 7 de diciembre de 2015 en Wayback Machine. | Tottenham Hotspur | The Hawthorns     | 5 de diciembre | 15:00 |
| Chelsea              | 0 - 1 Archivado el 2 de diciembre de 2015 en Wayback Machine. | Bournemouth       | Stamford Bridge   | 5 de diciembre | 17:30 |
| Newcastle United     | 2 - 0 Archivado el 9 de diciembre de 2015 en Wayback Machine. | Liverpool         | St James' Park    | 6 de diciembre | 16:00 |
| Everton              | 1 - 1 Archivado el 7 de diciembre de 2015 en Wayback Machine. | Crystal Palace    | Goodison Park     | 7 de diciembre | 20:00 |

| Norwich City      | 1 - 1 Archivado el 11 de diciembre de 2015 en Wayback Machine. | Everton              | Carrow Road        | 12 de diciembre | 12:45 |
| Crystal Palace    | 1 - 0 Archivado el 12 de diciembre de 2015 en Wayback Machine. | Southampton          | Selhurst Park      | 12 de diciembre | 15:00 |
| Manchester City   | 2 - 1 Archivado el 12 de diciembre de 2015 en Wayback Machine. | Swansea City         | Etihad Stadium     | 12 de diciembre | 15:00 |
| Sunderland        | 0 - 1 Archivado el 12 de diciembre de 2015 en Wayback Machine. | Watford              | Stadium of Light   | 12 de diciembre | 15:00 |
| West Ham United   | 0 - 0 Archivado el 12 de diciembre de 2015 en Wayback Machine. | Stoke City           | Boleyn Ground      | 12 de diciembre | 15:00 |
| Bournemouth       | 2 - 1 Archivado el 12 de diciembre de 2015 en Wayback Machine. | Manchester United    | Vitality Stadium   | 12 de diciembre | 17:30 |
| Aston Villa       | 0 - 2 Archivado el 12 de diciembre de 2015 en Wayback Machine. | Arsenal              | Villa Park         | 13 de diciembre | 13:30 |
| Liverpool         | 2 - 2 Archivado el 12 de diciembre de 2015 en Wayback Machine. | West Bromwich Albion | Anfield            | 13 de diciembre | 16:00 |
| Tottenham Hotspur | 1 - 2 Archivado el 12 de diciembre de 2015 en Wayback Machine. | Newcastle United     | White Hart Lane    | 13 de diciembre | 16:00 |
| Leicester City    | 2 - 1 Archivado el 12 de diciembre de 2015 en Wayback Machine. | Chelsea              | King Power Stadium | 14 de diciembre | 20:00 |

| Chelsea              | 3 - 1 Archivado el 21 de diciembre de 2015 en Wayback Machine. | Sunderland        | Stamford Bridge   | 19 de diciembre | 15:00 |
| Everton              | 2 - 3 Archivado el 21 de diciembre de 2015 en Wayback Machine. | Leicester City    | Goodison Park     | 19 de diciembre | 15:00 |
| Manchester United    | 1 - 2 Archivado el 23 de diciembre de 2015 en Wayback Machine. | Norwich City      | Old Trafford      | 19 de diciembre | 15:00 |
| Southampton          | 0 - 2 Archivado el 22 de diciembre de 2015 en Wayback Machine. | Tottenham Hotspur | St Mary's Stadium | 19 de diciembre | 15:00 |
| Stoke City           | 1 - 2 Archivado el 21 de diciembre de 2015 en Wayback Machine. | Crystal Palace    | Britannia Stadium | 19 de diciembre | 15:00 |
| West Bromwich Albion | 1 - 2 Archivado el 15 de diciembre de 2015 en Wayback Machine. | Bournemouth       | The Hawthorns     | 19 de diciembre | 15:00 |
| Newcastle United     | 1 - 1 Archivado el 21 de diciembre de 2015 en Wayback Machine. | Aston Villa       | St James' Park    | 19 de diciembre | 17:30 |
| Watford              | 3 - 0 Archivado el 17 de diciembre de 2015 en Wayback Machine. | Liverpool         | Vicarage Road     | 20 de diciembre | 13:30 |
| Swansea City         | 0 - 0 Archivado el 22 de diciembre de 2015 en Wayback Machine. | West Ham United   | Liberty Stadium   | 20 de diciembre | 16:00 |
| Arsenal              | 2 - 1 Archivado el 24 de diciembre de 2015 en Wayback Machine. | Manchester City   | Emirates Stadium  | 21 de diciembre | 20:00 |

| Stoke City        | 2 - 0 Archivado el 25 de diciembre de 2015 en Wayback Machine. | Manchester United    | Britannia Stadium | 26 de diciembre | 12:45 |
| Aston Villa       | 1 - 1 Archivado el 22 de diciembre de 2015 en Wayback Machine. | West Ham United      | Villa Park        | 26 de diciembre | 15:00 |
| Bournemouth       | 0 - 0 Archivado el 25 de diciembre de 2015 en Wayback Machine. | Crystal Palace       | Vitality Stadium  | 26 de diciembre | 15:00 |
| Chelsea           | 2 - 2 Archivado el 25 de diciembre de 2015 en Wayback Machine. | Watford              | Stamford Bridge   | 26 de diciembre | 15:00 |
| Liverpool         | 1 - 0 Archivado el 25 de diciembre de 2015 en Wayback Machine. | Leicester City       | Anfield           | 26 de diciembre | 15:00 |
| Manchester City   | 4 - 1 Archivado el 22 de diciembre de 2015 en Wayback Machine. | Sunderland           | Etihad Stadium    | 26 de diciembre | 15:00 |
| Swansea City      | 1 - 0 Archivado el 25 de diciembre de 2015 en Wayback Machine. | West Bromwich Albion | Liberty Stadium   | 26 de diciembre | 15:00 |
| Tottenham Hotspur | 3 - 0 Archivado el 22 de diciembre de 2015 en Wayback Machine. | Norwich City         | White Hart Lane   | 26 de diciembre | 15:00 |
| Newcastle United  | 0 - 1 Archivado el 25 de diciembre de 2015 en Wayback Machine. | Everton              | St James' Park    | 26 de diciembre | 17:30 |
| Southampton       | 4 - 0 Archivado el 25 de diciembre de 2015 en Wayback Machine. | Arsenal              | St Mary's Stadium | 26 de diciembre | 19:45 |

| Crystal Palace       | 0 - 0 Archivado el 30 de diciembre de 2015 en Wayback Machine.                                          | Swansea City      | Selhurst Park      | 28 de diciembre | 15:00 |
| Everton              | 3 - 4 Archivado el 30 de diciembre de 2015 en Wayback Machine.                                          | Stoke City        | Goodison Park      | 28 de diciembre | 15:00 |
| Norwich City         | 2 - 0 Archivado el 22 de diciembre de 2015 en Wayback Machine.                                          | Aston Villa       | Carrow Road        | 28 de diciembre | 15:00 |
| Watford              | 1 - 2 Archivado el 29 de diciembre de 2015 en Wayback Machine.                                          | Tottenham Hotspur | Vicarage Road      | 28 de diciembre | 15:00 |
| West Bromwich Albion | 1 - 0 Archivado el 30 de diciembre de 2015 en Wayback Machine.                                          | Newcastle United  | The Hawthorns      | 28 de diciembre | 15:00 |
| Arsenal              | 2 - 0 Archivado el 29 de diciembre de 2015 en Wayback Machine.                                          | Bournemouth       | Emirates Stadium   | 28 de diciembre | 17:30 |
| Manchester United    | 0 - 0 Archivado el 7 de enero de 2016 en Wayback Machine.                                               | Chelsea           | Old Trafford       | 28 de diciembre | 17:30 |
| West Ham United      | 2 - 1 (enlace roto disponible en Internet Archive; véase el historial, la primera versión y la última). | Southampton       | Boleyn Ground      | 28 de diciembre | 17:30 |
| Leicester City       | 0 - 0 Archivado el 28 de diciembre de 2015 en Wayback Machine.                                          | Manchester City   | King Power Stadium | 29 de diciembre | 19:45 |
| Sunderland           | 0 - 1 Archivado el 29 de octubre de 2015 en Wayback Machine.                                            | Liverpool         | Stadium of Light   | 30 de diciembre | 19:45 |

### Segunda vuelta
| West Ham United      | 2 - 0 Archivado el 3 de enero de 2016 en Wayback Machine.      | Liverpool         | Boleyn Ground      | 2 de enero | 12:45 |
| Arsenal              | 1 - 0 Archivado el 3 de enero de 2016 en Wayback Machine.      | Newcastle United  | Emirates Stadium   | 2 de enero | 15:00 |
| Leicester City       | 0 - 0 Archivado el 3 de enero de 2016 en Wayback Machine.      | Bournemouth       | King Power Stadium | 2 de enero | 15:00 |
| Manchester United    | 2 - 1 Archivado el 9 de diciembre de 2015 en Wayback Machine.  | Swansea City      | Old Trafford       | 2 de enero | 15:00 |
| Norwich City         | 1 - 0 Archivado el 3 de enero de 2016 en Wayback Machine.      | Southampton       | Carrow Road        | 2 de enero | 15:00 |
| Sunderland           | 3 - 1 Archivado el 5 de enero de 2016 en Wayback Machine.      | Aston Villa       | Stadium of Light   | 2 de enero | 15:00 |
| West Bromwich Albion | 2 - 1 Archivado el 5 de enero de 2016 en Wayback Machine.      | Stoke City        | The Hawthorns      | 2 de enero | 15:00 |
| Watford              | 1 - 2 Archivado el 5 de enero de 2016 en Wayback Machine.      | Manchester City   | Vicarage Road      | 2 de enero | 17:30 |
| Crystal Palace       | 0 - 3 Archivado el 31 de diciembre de 2015 en Wayback Machine. | Chelsea           | Selhurst Park      | 3 de enero | 13:30 |
| Everton              | 1 - 1 Archivado el 2 de enero de 2016 en Wayback Machine.      | Tottenham Hotspur | Goodison Park      | 3 de enero | 16:00 |

| Aston Villa       | 1 - 0 Archivado el 5 de enero de 2016 en Wayback Machine.      | Crystal Palace       | Villa Park        | 12 de enero | 19:45 |
| Bournemouth       | 1 - 3 Archivado el 15 de enero de 2016 en Wayback Machine.     | West Ham United      | Vitality Stadium  | 12 de enero | 19:45 |
| Newcastle United  | 3 - 3 Archivado el 10 de diciembre de 2015 en Wayback Machine. | Manchester United    | St James' Park    | 12 de enero | 19:45 |
| Chelsea           | 2 - 2 Archivado el 6 de enero de 2016 en Wayback Machine.      | West Bromwich Albion | Stamford Bridge   | 13 de enero | 19:45 |
| Manchester City   | 0 - 0 Archivado el 3 de enero de 2016 en Wayback Machine.      | Everton              | Etihad Stadium    | 13 de enero | 19:45 |
| Southampton       | 2 - 0 Archivado el 15 de enero de 2016 en Wayback Machine.     | Watford              | St Mary's Stadium | 13 de enero | 19:45 |
| Stoke City        | 3 - 1 Archivado el 15 de enero de 2016 en Wayback Machine.     | Norwich City         | Britannia Stadium | 13 de enero | 19:45 |
| Swansea City      | 2 - 4 Archivado el 15 de enero de 2016 en Wayback Machine.     | Sunderland           | Liberty Stadium   | 13 de enero | 19:45 |
| Liverpool         | 3 - 3 Archivado el 16 de diciembre de 2015 en Wayback Machine. | Arsenal              | Anfield           | 13 de enero | 20:00 |
| Tottenham Hotspur | 0 - 1 Archivado el 10 de diciembre de 2015 en Wayback Machine. | Leicester City       | White Hart Lane   | 13 de enero | 20:00 |

| Tottenham Hotspur | 4 - 1 Archivado el 16 de enero de 2016 en Wayback Machine.                                              | Sunderland           | White Hart Lane   | 16 de enero | 12:45 |
| Bournemouth       | 3 - 0 Archivado el 15 de enero de 2016 en Wayback Machine.                                              | Norwich City         | Vitality Stadium  | 16 de enero | 15:00 |
| Chelsea           | 3 - 3 Archivado el 18 de enero de 2016 en Wayback Machine.                                              | Everton              | Stamford Bridge   | 16 de enero | 15:00 |
| Manchester City   | 4 - 0 Archivado el 18 de enero de 2016 en Wayback Machine.                                              | Crystal Palace       | Etihad Stadium    | 16 de enero | 15:00 |
| Newcastle United  | 2 - 1 Archivado el 17 de enero de 2016 en Wayback Machine.                                              | West Ham United      | St James' Park    | 16 de enero | 15:00 |
| Southampton       | 3 - 0 Archivado el 17 de enero de 2016 en Wayback Machine.                                              | West Bromwich Albion | St Mary's Stadium | 16 de enero | 15:00 |
| Aston Villa       | 1 - 1 Archivado el 9 de enero de 2016 en Wayback Machine.                                               | Leicester City       | Villa Park        | 16 de enero | 17:30 |
| Liverpool         | 0 - 1 (enlace roto disponible en Internet Archive; véase el historial, la primera versión y la última). | Manchester United    | Anfield           | 17 de enero | 14:05 |
| Stoke City        | 0 - 0 Archivado el 30 de diciembre de 2015 en Wayback Machine.                                          | Arsenal              | Britannia Stadium | 17 de enero | 16:15 |
| Swansea City      | 1 - 0 Archivado el 18 de enero de 2016 en Wayback Machine.                                              | Watford              | Liberty Stadium   | 18 de enero | 20:00 |

| Norwich City         | 4 - 5 Archivado el 20 de enero de 2016 en Wayback Machine.                                              | Liverpool         | Carrow Road        | 23 de enero | 12:45 |
| Crystal Palace       | 1 - 3 Archivado el 9 de enero de 2016 en Wayback Machine.                                               | Tottenham Hotspur | Selhurst Park      | 23 de enero | 15:00 |
| Leicester City       | 3 - 0 Archivado el 20 de enero de 2016 en Wayback Machine.                                              | Stoke City        | King Power Stadium | 23 de enero | 15:00 |
| Manchester United    | 0 - 1 Archivado el 9 de enero de 2016 en Wayback Machine.                                               | Southampton       | Old Trafford       | 23 de enero | 15:00 |
| Sunderland           | 1 - 1 Archivado el 25 de enero de 2016 en Wayback Machine.                                              | Bournemouth       | Stadium of Light   | 23 de enero | 15:00 |
| Watford              | 2 - 1 Archivado el 25 de enero de 2016 en Wayback Machine.                                              | Newcastle United  | Vicarage Road      | 23 de enero | 15:00 |
| West Bromwich Albion | 0 - 0 (enlace roto disponible en Internet Archive; véase el historial, la primera versión y la última). | Aston Villa       | The Hawthorns      | 23 de enero | 15:00 |
| West Ham United      | 2 - 2 Archivado el 2 de febrero de 2016 en Wayback Machine.                                             | Manchester City   | Boleyn Ground      | 23 de enero | 17:30 |
| Everton              | 1 - 2 Archivado el 25 de enero de 2016 en Wayback Machine.                                              | Swansea City      | Goodison Park      | 24 de enero | 13:30 |
| Arsenal              | 0 - 1 Archivado el 26 de enero de 2016 en Wayback Machine.                                              | Chelsea           | Emirates Stadium   | 24 de enero | 16:00 |

| Arsenal              | 0 - 0 Archivado el 21 de enero de 2016 en Wayback Machine.  | Southampton       | Emirates Stadium   | 2 de febrero | 19:45 |
| Leicester City       | 2 - 0 Archivado el 4 de febrero de 2016 en Wayback Machine. | Liverpool         | King Power Stadium | 2 de febrero | 19:45 |
| Norwich City         | 0 - 3 Archivado el 1 de febrero de 2016 en Wayback Machine. | Tottenham Hotspur | Carrow Road        | 2 de febrero | 19:45 |
| Sunderland           | 0 - 1 Archivado el 30 de enero de 2016 en Wayback Machine.  | Manchester City   | Stadium of Light   | 2 de febrero | 19:45 |
| West Ham United      | 2 - 0 Archivado el 4 de febrero de 2016 en Wayback Machine. | Aston Villa       | Boleyn Ground      | 2 de febrero | 19:45 |
| Crystal Palace       | 1 - 2 Archivado el 4 de febrero de 2016 en Wayback Machine. | Bournemouth       | Selhurst Park      | 2 de febrero | 20:00 |
| Manchester United    | 3 - 0 Archivado el 25 de enero de 2016 en Wayback Machine.  | Stoke City        | Old Trafford       | 2 de febrero | 20:00 |
| West Bromwich Albion | 1 - 1 Archivado el 5 de febrero de 2016 en Wayback Machine. | Swansea City      | The Hawthorns      | 2 de febrero | 20:00 |
| Everton              | 3 - 0 Archivado el 4 de febrero de 2016 en Wayback Machine. | Newcastle United  | Goodison Park      | 3 de febrero | 19:45 |
| Watford              | 0 - 0 Archivado el 4 de febrero de 2016 en Wayback Machine. | Chelsea           | Vicarage Road      | 3 de febrero | 19:45 |

| Manchester City   | 1 - 3 Archivado el 7 de febrero de 2016 en Wayback Machine. | Leicester City       | Etihad Stadium    | 6 de febrero | 12:45 |
| Aston Villa       | 2 - 0 Archivado el 8 de febrero de 2016 en Wayback Machine. | Norwich City         | Villa Park        | 6 de febrero | 15:00 |
| Liverpool         | 2 - 2 Archivado el 8 de febrero de 2016 en Wayback Machine. | Sunderland           | Anfield           | 6 de febrero | 15:00 |
| Newcastle United  | 1 - 0 Archivado el 8 de febrero de 2016 en Wayback Machine. | West Bromwich Albion | St James' Park    | 6 de febrero | 15:00 |
| Stoke City        | 0 - 3 Archivado el 8 de febrero de 2016 en Wayback Machine. | Everton              | Britannia Stadium | 6 de febrero | 15:00 |
| Swansea City      | 1 - 1 Archivado el 7 de febrero de 2016 en Wayback Machine. | Crystal Palace       | Liberty Stadium   | 6 de febrero | 15:00 |
| Tottenham Hotspur | 1 - 0 Archivado el 6 de febrero de 2016 en Wayback Machine. | Watford              | White Hart Lane   | 6 de febrero | 15:00 |
| Southampton       | 1 - 0 Archivado el 7 de febrero de 2016 en Wayback Machine. | West Ham United      | St Mary's Stadium | 6 de febrero | 17:30 |
| Bournemouth       | 0 - 2 Archivado el 8 de febrero de 2016 en Wayback Machine. | Arsenal              | Vitality Stadium  | 7 de febrero | 13:30 |
| Chelsea           | 1 - 1 Archivado el 7 de febrero de 2016 en Wayback Machine. | Manchester United    | Stamford Bridge   | 7 de febrero | 16:00 |

| Sunderland      | 2 - 1 Archivado el 13 de febrero de 2016 en Wayback Machine.                                            | Manchester United    | Stadium of Light | 13 de febrero | 12:45 |
| Bournemouth     | 1 - 3 Archivado el 13 de febrero de 2016 en Wayback Machine.                                            | Stoke City           | Vitality Stadium | 13 de febrero | 15:00 |
| Crystal Palace  | 1 - 2 Archivado el 5 de febrero de 2016 en Wayback Machine.                                             | Watford              | Selhurst Park    | 13 de febrero | 15:00 |
| Everton         | 0 - 1 Archivado el 16 de febrero de 2016 en Wayback Machine.                                            | West Bromwich Albion | Goodison Park    | 13 de febrero | 15:00 |
| Norwich City    | 2 - 2 Archivado el 13 de febrero de 2016 en Wayback Machine.                                            | West Ham United      | Carrow Road      | 13 de febrero | 15:00 |
| Swansea City    | 0 - 1 Archivado el 11 de febrero de 2016 en Wayback Machine.                                            | Southampton          | Liberty Stadium  | 13 de febrero | 15:00 |
| Chelsea         | 5 - 1 Archivado el 15 de febrero de 2016 en Wayback Machine.                                            | Newcastle United     | Stamford Bridge  | 13 de febrero | 17:30 |
| Arsenal         | 2 - 1 (enlace roto disponible en Internet Archive; véase el historial, la primera versión y la última). | Leicester City       | Emirates Stadium | 14 de febrero | 12:00 |
| Aston Villa     | 0 - 6 Archivado el 11 de febrero de 2016 en Wayback Machine.                                            | Liverpool            | Villa Park       | 14 de febrero | 14:05 |
| Manchester City | 1 - 2 Archivado el 7 de febrero de 2016 en Wayback Machine.                                             | Tottenham Hotspur    | Etihad Stadium   | 14 de febrero | 16:15 |

| West Ham United      | 1 - 0 Archivado el 27 de febrero de 2016 en Wayback Machine.                                            | Sunderland      | Boleyn Ground      | 27 de febrero | 12:45 |
| Leicester City       | 1 - 0 Archivado el 29 de febrero de 2016 en Wayback Machine.                                            | Norwich City    | King Power Stadium | 27 de febrero | 15:00 |
| Southampton          | 1 - 2 (enlace roto disponible en Internet Archive; véase el historial, la primera versión y la última). | Chelsea         | St Mary's Stadium  | 27 de febrero | 15:00 |
| Stoke City           | 2 - 1 Archivado el 29 de febrero de 2016 en Wayback Machine.                                            | Aston Villa     | Britannia Stadium  | 27 de febrero | 15:00 |
| Watford              | 0 - 0 Archivado el 29 de febrero de 2016 en Wayback Machine.                                            | Bournemouth     | Vicarage Road      | 27 de febrero | 15:00 |
| West Bromwich Albion | 3 - 2 Archivado el 29 de febrero de 2016 en Wayback Machine.                                            | Crystal Palace  | The Hawthorns      | 27 de febrero | 17:30 |
| Manchester United    | 3 - 2 Archivado el 29 de febrero de 2016 en Wayback Machine.                                            | Arsenal         | Old Trafford       | 28 de febrero | 14:05 |
| Tottenham Hotspur    | 2 - 1 Archivado el 29 de febrero de 2016 en Wayback Machine.                                            | Swansea City    | White Hart Lane    | 28 de febrero | 14:05 |
| Newcastle United     | 1 - 1 Archivado el 22 de febrero de 2016 en Wayback Machine.                                            | Manchester City | St James' Park     | 19 de abril   | 19:45 |
| Liverpool            | 4 - 0 Archivado el 17 de febrero de 2016 en Wayback Machine.                                            | Everton         | Anfield            | 20 de abril   | 20:00 |

| Aston Villa       | 1 - 3 Archivado el 1 de marzo de 2016 en Wayback Machine.  | Everton              | Villa Park         | 1 de marzo | 19:45 |
| Bournemouth       | 2 - 0 Archivado el 1 de marzo de 2016 en Wayback Machine.  | Southampton          | Vitality Stadium   | 1 de marzo | 19:45 |
| Leicester City    | 2 - 2 Archivado el 1 de marzo de 2016 en Wayback Machine.  | West Bromwich Albion | King Power Stadium | 1 de marzo | 19:45 |
| Norwich City      | 1 - 2 Archivado el 1 de marzo de 2016 en Wayback Machine.  | Chelsea              | Carrow Road        | 1 de marzo | 19:45 |
| Sunderland        | 2 - 2 Archivado el 1 de marzo de 2016 en Wayback Machine.  | Crystal Palace       | Stadium of Light   | 1 de marzo | 19:45 |
| Arsenal           | 1 - 2 Archivado el 2 de marzo de 2016 en Wayback Machine.  | Swansea City         | Emirates Stadium   | 2 de marzo | 19:45 |
| Stoke City        | 1 - 0 Archivado el 3 de marzo de 2016 en Wayback Machine.  | Newcastle United     | Britannia Stadium  | 2 de marzo | 19:45 |
| West Ham United   | 1 - 0 Archivado el 2 de marzo de 2016 en Wayback Machine.  | Tottenham Hotspur    | Boleyn Ground      | 2 de marzo | 19:45 |
| Liverpool         | 3 - 0 Archivado el 12 de marzo de 2016 en Wayback Machine. | Manchester City      | Anfield            | 2 de marzo | 20:00 |
| Manchester United | 1 - 0 Archivado el 2 de marzo de 2016 en Wayback Machine.  | Watford              | Old Trafford       | 2 de marzo | 20:00 |

| Tottenham Hotspur    | 2 - 2 Archivado el 6 de marzo de 2016 en Wayback Machine.                                               | Arsenal           | White Hart Lane   | 5 de marzo | 12:45 |
| Chelsea              | 1 - 1 Archivado el 5 de marzo de 2016 en Wayback Machine.                                               | Stoke City        | Stamford Bridge   | 5 de marzo | 15:00 |
| Everton              | 2 - 3 Archivado el 7 de marzo de 2016 en Wayback Machine.                                               | West Ham United   | Goodison Park     | 5 de marzo | 15:00 |
| Manchester City      | 4 - 0 Archivado el 6 de marzo de 2016 en Wayback Machine.                                               | Aston Villa       | Etihad Stadium    | 5 de marzo | 15:00 |
| Newcastle United     | 1 - 3 Archivado el 29 de febrero de 2016 en Wayback Machine.                                            | Bournemouth       | St James' Park    | 5 de marzo | 15:00 |
| Southampton          | 1 - 1 Archivado el 7 de marzo de 2016 en Wayback Machine.                                               | Sunderland        | St Mary's Stadium | 5 de marzo | 15:00 |
| Swansea City         | 1 - 0 Archivado el 2 de marzo de 2016 en Wayback Machine.                                               | Norwich City      | Liberty Stadium   | 5 de marzo | 15:00 |
| Watford              | 0 - 1 Archivado el 5 de marzo de 2016 en Wayback Machine.                                               | Leicester City    | Vicarage Road     | 5 de marzo | 17:30 |
| Crystal Palace       | 1 - 2 (enlace roto disponible en Internet Archive; véase el historial, la primera versión y la última). | Liverpool         | Selhurst Park     | 6 de marzo | 13:30 |
| West Bromwich Albion | 1 - 0 Archivado el 2 de marzo de 2016 en Wayback Machine.                                               | Manchester United | The Hawthorns     | 6 de marzo | 16:00 |

| Norwich City      | 0 - 0 Archivado el 9 de marzo de 2016 en Wayback Machine.                                               | Manchester City      | Carrow Road        | 12 de marzo | 12:45 |
| Bournemouth       | 3 - 2 Archivado el 13 de marzo de 2016 en Wayback Machine.                                              | Swansea City         | Vitality Stadium   | 12 de marzo | 15:00 |
| Stoke City        | 1 - 2 Archivado el 12 de marzo de 2016 en Wayback Machine.                                              | Southampton          | Britannia Stadium  | 12 de marzo | 15:00 |
| Aston Villa       | 0 - 2 Archivado el 13 de marzo de 2016 en Wayback Machine.                                              | Tottenham Hotspur    | Villa Park         | 13 de marzo | 16:00 |
| Leicester City    | 1 - 0 Archivado el 9 de marzo de 2016 en Wayback Machine.                                               | Newcastle United     | King Power Stadium | 14 de marzo | 20:00 |
| West Ham United   | 3 - 1 Archivado el 2 de marzo de 2016 en Wayback Machine.                                               | Watford              | Boleyn Ground      | 20 de abril | 19:45 |
| Manchester United | 2 - 0 (enlace roto disponible en Internet Archive; véase el historial, la primera versión y la última). | Crystal Palace       | Old Trafford       | 20 de abril | 20:00 |
| Arsenal           | 2 - 0 Archivado el 9 de marzo de 2016 en Wayback Machine.                                               | West Bromwich Albion | Emirates Stadium   | 21 de abril | 19:45 |
| Sunderland        | 3 - 0 Archivado el 9 de marzo de 2016 en Wayback Machine.                                               | Everton              | Stadium of Light   | 11 de mayo  | 19:45 |
| Liverpool         | 1 - 1 Archivado el 17 de marzo de 2016 en Wayback Machine.                                              | Chelsea              | Anfield            | 11 de mayo  | 20:00 |

| Everton              | 0 - 2 Archivado el 14 de marzo de 2016 en Wayback Machine. | Arsenal           | Goodison Park     | 19 de marzo | 12:45 |
| Chelsea              | 2 - 2 Archivado el 22 de marzo de 2016 en Wayback Machine. | West Ham United   | Stamford Bridge   | 19 de marzo | 15:00 |
| Crystal Palace       | 0 - 1 Archivado el 20 de marzo de 2016 en Wayback Machine. | Leicester City    | Selhurst Park     | 19 de marzo | 15:00 |
| Watford              | 1 - 2 Archivado el 22 de marzo de 2016 en Wayback Machine. | Stoke City        | Vicarage Road     | 19 de marzo | 15:00 |
| West Bromwich Albion | 0 - 1 Archivado el 22 de marzo de 2016 en Wayback Machine. | Norwich City      | The Hawthorns     | 19 de marzo | 15:00 |
| Swansea City         | 1 - 0 Archivado el 22 de marzo de 2016 en Wayback Machine. | Aston Villa       | Liberty Stadium   | 19 de marzo | 17:30 |
| Newcastle United     | 1 - 1 Archivado el 16 de marzo de 2016 en Wayback Machine. | Sunderland        | St James' Park    | 20 de marzo | 13:30 |
| Southampton          | 3 - 2 Archivado el 17 de marzo de 2016 en Wayback Machine. | Liverpool         | St Mary's Stadium | 20 de marzo | 13:30 |
| Manchester City      | 0 - 1 Archivado el 22 de marzo de 2016 en Wayback Machine. | Manchester United | Etihad Stadium    | 20 de marzo | 16:00 |
| Tottenham Hotspur    | 3 - 0 Archivado el 22 de marzo de 2016 en Wayback Machine. | Bournemouth       | White Hart Lane   | 20 de marzo | 16:00 |

| Aston Villa       | 0 - 4 Archivado el 31 de marzo de 2016 en Wayback Machine.                                              | Chelsea              | Villa Park         | 2 de abril | 12:45 |
| Arsenal           | 4 - 0 Archivado el 4 de abril de 2016 en Wayback Machine.                                               | Watford              | Emirates Stadium   | 2 de abril | 15:00 |
| Bournemouth       | 0 - 4 Archivado el 4 de abril de 2016 en Wayback Machine.                                               | Manchester City      | Vitality Stadium   | 2 de abril | 15:00 |
| Norwich City      | 3 - 2 Archivado el 4 de abril de 2016 en Wayback Machine.                                               | Newcastle United     | Carrow Road        | 2 de abril | 15:00 |
| Stoke City        | 2 - 2 Archivado el 4 de abril de 2016 en Wayback Machine.                                               | Swansea City         | Britannia Stadium  | 2 de abril | 15:00 |
| Sunderland        | 0 - 0 Archivado el 4 de abril de 2016 en Wayback Machine.                                               | West Bromwich Albion | Stadium of Light   | 2 de abril | 15:00 |
| West Ham United   | 2 - 2 Archivado el 3 de abril de 2016 en Wayback Machine.                                               | Crystal Palace       | Boleyn Ground      | 2 de abril | 15:00 |
| Liverpool         | 1 - 1 (enlace roto disponible en Internet Archive; véase el historial, la primera versión y la última). | Tottenham Hotspur    | Anfield            | 2 de abril | 17:30 |
| Leicester City    | 1 - 0 Archivado el 3 de abril de 2016 en Wayback Machine.                                               | Southampton          | King Power Stadium | 3 de abril | 13:30 |
| Manchester United | 1 - 0 Archivado el 2 de abril de 2016 en Wayback Machine.                                               | Everton              | Old Trafford       | 3 de abril | 16:00 |

| West Ham United   | 3 - 3 (enlace roto disponible en Internet Archive; véase el historial, la primera versión y la última). | Arsenal              | Boleyn Ground     | 9 de abril  | 12:45 |
| Aston Villa       | 1 - 2 (enlace roto disponible en Internet Archive; véase el historial, la primera versión y la última). | Bournemouth          | Villa Park        | 9 de abril  | 15:00 |
| Crystal Palace    | 1 - 0 (enlace roto disponible en Internet Archive; véase el historial, la primera versión y la última). | Norwich City         | Selhurst Park     | 9 de abril  | 15:00 |
| Southampton       | 3 - 1 Archivado el 11 de abril de 2016 en Wayback Machine.                                              | Newcastle United     | St Mary's Stadium | 9 de abril  | 15:00 |
| Swansea City      | 1 - 0 Archivado el 11 de abril de 2016 en Wayback Machine.                                              | Chelsea              | Liberty Stadium   | 9 de abril  | 15:00 |
| Watford           | 1 - 1 Archivado el 12 de abril de 2016 en Wayback Machine.                                              | Everton              | Vicarage Road     | 9 de abril  | 15:00 |
| Manchester City   | 2 - 1 Archivado el 11 de abril de 2016 en Wayback Machine.                                              | West Bromwich Albion | Etihad Stadium    | 9 de abril  | 17:30 |
| Sunderland        | 0 - 2 Archivado el 6 de abril de 2016 en Wayback Machine.                                               | Leicester City       | Stadium of Light  | 10 de abril | 13:30 |
| Liverpool         | 4 - 1 Archivado el 6 de abril de 2016 en Wayback Machine.                                               | Stoke City           | Anfield           | 10 de abril | 16:00 |
| Tottenham Hotspur | 3 - 0 Archivado el 9 de abril de 2016 en Wayback Machine.                                               | Manchester United    | White Hart Lane   | 10 de abril | 16:30 |

| Norwich City         | 0 - 3 (enlace roto disponible en Internet Archive; véase el historial, la primera versión y la última). | Sunderland        | Carrow Road        | 16 de abril | 12:45 |
| Everton              | 1 - 1 Archivado el 18 de abril de 2016 en Wayback Machine.                                              | Southampton       | Goodison Park      | 16 de abril | 15:00 |
| Manchester United    | 1 - 0 Archivado el 14 de abril de 2016 en Wayback Machine.                                              | Aston Villa       | Old Trafford       | 16 de abril | 15:00 |
| Newcastle United     | 3 - 0 Archivado el 18 de abril de 2016 en Wayback Machine.                                              | Swansea City      | St James' Park     | 16 de abril | 15:00 |
| West Bromwich Albion | 0 - 1 Archivado el 19 de abril de 2016 en Wayback Machine.                                              | Watford           | The Hawthorns      | 16 de abril | 15:00 |
| Chelsea              | 0 - 3 Archivado el 8 de abril de 2016 en Wayback Machine.                                               | Manchester City   | Stamford Bridge    | 16 de abril | 17:30 |
| Bournemouth          | 1 - 2 Archivado el 14 de abril de 2016 en Wayback Machine.                                              | Liverpool         | Vitality Stadium   | 17 de abril | 13:30 |
| Leicester City       | 2 - 2 Archivado el 14 de abril de 2016 en Wayback Machine.                                              | West Ham United   | King Power Stadium | 17 de abril | 13:30 |
| Arsenal              | 1 - 1 Archivado el 8 de abril de 2016 en Wayback Machine.                                               | Crystal Palace    | Emirates Stadium   | 17 de abril | 16:00 |
| Stoke City           | 0 - 4 Archivado el 21 de abril de 2016 en Wayback Machine.                                              | Tottenham Hotspur | Britannia Stadium  | 18 de abril | 20:00 |

| Crystal Palace    | 0 - 0 Archivado el 14 de abril de 2016 en Wayback Machine. | Everton              | Selhurst Park      | 13 de abril | 20:00 |
| Manchester City   | 4 - 0 Archivado el 14 de abril de 2016 en Wayback Machine. | Stoke City           | Etihad Stadium     | 23 de abril | 12:45 |
| Aston Villa       | 2 - 4 Archivado el 11 de abril de 2016 en Wayback Machine. | Southampton          | Villa Park         | 23 de abril | 15:00 |
| Bournemouth       | 1 - 4 Archivado el 6 de abril de 2016 en Wayback Machine.  | Chelsea              | Vitality Stadium   | 23 de abril | 15:00 |
| Liverpool         | 2 - 2 Archivado el 6 de abril de 2016 en Wayback Machine.  | Newcastle United     | Anfield            | 23 de abril | 15:00 |
| Sunderland        | 0 - 0 Archivado el 24 de abril de 2016 en Wayback Machine. | Arsenal              | Stadium of Light   | 24 de abril | 14:05 |
| Leicester City    | 4 - 0 Archivado el 6 de abril de 2016 en Wayback Machine.  | Swansea City         | King Power Stadium | 24 de abril | 16:15 |
| Tottenham Hotspur | 1 - 1 Archivado el 19 de abril de 2016 en Wayback Machine. | West Bromwich Albion | White Hart Lane    | 25 de abril | 20:00 |
| West Ham United   | 3 - 2 Archivado el 10 de abril de 2016 en Wayback Machine. | Manchester United    | Boleyn Ground      | 10 de mayo  | 20:30 |
| Norwich City      | 4 - 2 Archivado el 24 de abril de 2016 en Wayback Machine. | Watford              | Carrow Road        | 11 de mayo  | 19:45 |

| Everton              | 2 - 1 Archivado el 29 de abril de 2016 en Wayback Machine.                                              | Bournemouth        | Goodison Park     | 30 de abril | 15:00 |
| Newcastle United     | 1 - 0 Archivado el 24 de abril de 2016 en Wayback Machine.                                              | Crystal Palace     | St James' Park    | 30 de abril | 15:00 |
| Stoke City           | 1 - 1 Archivado el 30 de abril de 2016 en Wayback Machine.                                              | Sunderland         | Britannia Stadium | 30 de abril | 15:00 |
| Watford              | 3 - 2 Archivado el 3 de mayo de 2016 en Wayback Machine.                                                | Aston Villa        | Vicarage Road     | 30 de abril | 15:00 |
| West Bromwich Albion | 0 - 3 Archivado el 30 de abril de 2016 en Wayback Machine.                                              | West Ham United    | The Hawthorns     | 30 de abril | 15:00 |
| Arsenal              | 1 - 0 (enlace roto disponible en Internet Archive; véase el historial, la primera versión y la última). | Norwich City       | Emirates Stadium  | 30 de abril | 17:30 |
| Swansea City         | 3 - 1 Archivado el 29 de abril de 2016 en Wayback Machine.                                              | Liverpool          | Liberty Stadium   | 1 de mayo   | 12:00 |
| Manchester United    | 1 - 1 Archivado el 25 de abril de 2016 en Wayback Machine.                                              | (C) Leicester City | Old Trafford      | 1 de mayo   | 14:05 |
| Southampton          | 4 - 2 Archivado el 24 de abril de 2016 en Wayback Machine.                                              | Manchester City    | St Mary's Stadium | 1 de mayo   | 16:30 |
| Chelsea              | 2 - 2 Archivado el 29 de abril de 2016 en Wayback Machine.                                              | Tottenham Hotspur  | Stamford Bridge   | 2 de mayo   | 20:00 |

| Norwich City      | 0 - 1 Archivado el 3 de mayo de 2016 en Wayback Machine. | Manchester United    | Carrow Road        | 7 de mayo | 12:45 |
| Aston Villa       | 0 - 0 Archivado el 4 de mayo de 2016 en Wayback Machine. | Newcastle United     | Villa Park         | 7 de mayo | 15:00 |
| Bournemouth       | 1 - 1 Archivado el 9 de mayo de 2016 en Wayback Machine. | West Bromwich Albion | Vitality Stadium   | 7 de mayo | 15:00 |
| Crystal Palace    | 2 - 1 Archivado el 9 de mayo de 2016 en Wayback Machine. | Stoke City           | Selhurst Park      | 7 de mayo | 15:00 |
| Sunderland        | 3 - 2 Archivado el 9 de mayo de 2016 en Wayback Machine. | Chelsea              | Stadium of Light   | 7 de mayo | 15:00 |
| West Ham United   | 1 - 4 Archivado el 7 de mayo de 2016 en Wayback Machine. | Swansea City         | Boleyn Ground      | 7 de mayo | 15:00 |
| Leicester City    | 3 - 1 Archivado el 6 de mayo de 2016 en Wayback Machine. | Everton              | King Power Stadium | 7 de mayo | 17:30 |
| Tottenham Hotspur | 1 - 2 Archivado el 6 de mayo de 2016 en Wayback Machine. | Southampton          | White Hart Lane    | 8 de mayo | 13:30 |
| Liverpool         | 2 - 0 Archivado el 6 de mayo de 2016 en Wayback Machine. | Watford              | Anfield            | 8 de mayo | 16:00 |
| Manchester City   | 2 - 2 Archivado el 7 de mayo de 2016 en Wayback Machine. | Arsenal              | Etihad Stadium     | 8 de mayo | 16:00 |

| Arsenal              | 4 - 0 (enlace roto disponible en Internet Archive; véase el historial, la primera versión y la última). | Aston Villa       | Emirates Stadium  | 15 de mayo | 15:00 |
| Chelsea              | 1 - 1 Archivado el 12 de mayo de 2016 en Wayback Machine.                                               | Leicester City    | Stamford Bridge   | 15 de mayo | 15:00 |
| Everton              | 3 - 0 Archivado el 18 de mayo de 2016 en Wayback Machine.                                               | Norwich City      | Goodison Park     | 15 de mayo | 15:00 |
| Newcastle United     | 5 - 1 Archivado el 12 de mayo de 2016 en Wayback Machine.                                               | Tottenham Hotspur | St James' Park    | 15 de mayo | 15:00 |
| Southampton          | 4 - 1 Archivado el 18 de mayo de 2016 en Wayback Machine.                                               | Crystal Palace    | St Mary's Stadium | 15 de mayo | 15:00 |
| Stoke City           | 2 - 1 Archivado el 12 de mayo de 2016 en Wayback Machine.                                               | West Ham United   | Britannia Stadium | 15 de mayo | 15:00 |
| Swansea City         | 1 - 1 Archivado el 6 de mayo de 2016 en Wayback Machine.                                                | Manchester City   | Liberty Stadium   | 15 de mayo | 15:00 |
| Watford              | 2 - 2 Archivado el 9 de mayo de 2016 en Wayback Machine.                                                | Sunderland        | Vicarage Road     | 15 de mayo | 15:00 |
| West Bromwich Albion | 1 - 1 Archivado el 12 de mayo de 2016 en Wayback Machine.                                               | Liverpool         | The Hawthorns     | 15 de mayo | 15:00 |
| Manchester United    | 3 - 1 Archivado el 7 de mayo de 2016 en Wayback Machine.                                                | Bournemouth       | Old Trafford      | 17 de mayo | 20:00 |

## Estadísticas
| Harry Kane                               | Tottenham Hotspur | 25 | 38 | 0.66 |
| Sergio Agüero                            | Manchester City   | 24 | 30 | 0.8  |
| Jamie Vardy                              | Leicester City    | 24 | 36 | 0.67 |
| Romelu Lukaku                            | Everton           | 18 | 37 | 0.49 |
| Riyad Mahrez                             | Leicester City    | 17 | 37 | 0.46 |
| Olivier Giroud                           | Arsenal           | 16 | 38 | 0.42 |
| Jermain Defoe                            | Sunderland        | 15 | 33 | 0.45 |
| Odion Ighalo                             | Watford           | 15 | 37 | 0.41 |
| Alexis Sánchez                           | Arsenal           | 13 | 30 | 0.43 |
| Troy Deeney                              | Watford           | 13 | 38 | 0.34 |
| Diego Costa                              | Chelsea           | 12 | 28 | 0.43 |
| André Ayew                               | Swansea City      | 12 | 34 | 0.35 |
| Última actualización: 17 de mayo de 2016 |                   |    |    |      |

| Jugador            | Equipo               | Autogoles |
| ------------------ | -------------------- | --------- |
| Damien Delaney     | Crystal Palace       | 2         |
| Alan Hutton        | Aston Villa          | 2         |
| Mikel Arteta       | Arsenal              | 1         |
| Ryan Bennett       | Norwich City         | 1         |
| Mark Bunn          | Aston Villa          | 1         |
| Gary Cahill        | Chelsea              | 1         |
| Craig Cathcart     | Watford              | 1         |
| Calum Chambers     | Arsenal              | 1         |
| Sebastián Coates   | Sunderland           | 1         |
| Fabricio Coloccini | Newcastle United     | 1         |
| Jack Cork          | Swansea City         | 1         |
| Craig Dawson       | West Bromwich Albion | 1         |
| Troy Deeney        | Watford              | 1         |
| David de Gea       | Manchester United    | 1         |
| Federico Fernández | Swansea City         | 1         |
| Olivier Giroud     | Arsenal              | 1         |
| Carl Jenkinson     | West Ham United      | 1         |
| Harry Kane         | Tottenham Hotspur    | 1         |
| Sung-Yong Ki       | Swansea City         | 1         |
| Stephen Kingsley   | Swansea City         | 1         |
| Timm Klose         | Norwich City         | 1         |
| Aleksandar Kolarov | Manchester City      | 1         |
| Eliaquim Mangala   | Manchester City      | 1         |
| Gareth McAuley     | West Bromwich Albion | 1         |
| Winston Reid       | West Ham United      | 1         |
| Martin Škrtel      | Liverpool            | 1         |
| Chris Smalling     | Manchester United    | 1         |
| Pape Souaré        | Crystal Palace       | 1         |
| Steven Taylor      | Newcastle United     | 1         |
| John Terry         | Chelsea              | 1         |
| Jan Vertonghen     | Tottenham Hotspur    | 1         |
| Kyle Walker        | Tottenham Hotspur    | 1         |

| Mesut Özil                               | Arsenal           | 19 | 35 |
| Christian Eriksen                        | Tottenham Hotspur | 13 | 35 |
| Dimitri Payet                            | West Ham United   | 12 | 30 |
| Dušan Tadić                              | Southampton       | 12 | 34 |
| David Silva                              | Manchester City   | 11 | 24 |
| James Milner                             | Liverpool         | 11 | 28 |
| Riyad Mahrez                             | Leicester City    | 11 | 37 |
| Kevin De Bruyne                          | Manchester City   | 9  | 25 |
| Dele Alli                                | Tottenham Hotspur | 9  | 33 |
| Erik Lamela                              | Tottenham Hotspur | 9  | 34 |
| Última actualización: 17 de mayo de 2016 |                   |    |    |

## Premios

### Premios mensuales
| Mes        | Mánager del mes       | Mánager del mes   | Jugador del mes | Jugador del mes   | Ref.   |
| Mes        | Técnico               | Equipo            | Jugador         | Equipo            | Ref.   |
| ---------- | --------------------- | ----------------- | --------------- | ----------------- | ------ |
| Agosto     | Manuel Pellegrini     | Manchester City   | André Ayew      | Swansea City      | [ 65 ] |
| Septiembre | Mauricio Pochettino   | Tottenham Hotspur | Anthony Martial | Manchester United | [ 66 ] |
| Octubre    | Arsène Wenger         | Arsenal           | Jamie Vardy     | Leicester City    | [ 67 ] |
| Noviembre  | Claudio Ranieri       | Leicester City    | Jamie Vardy     | Leicester City    | [ 68 ] |
| Diciembre  | Quique Sánchez Flores | Watford           | Odion Ighalo    | Watford           | [ 69 ] |
| Enero      | Ronald Koeman         | Southampton       | Sergio Agüero   | Manchester City   | [ 70 ] |
| Febrero    | Mauricio Pochettino   | Tottenham Hotspur | Fraser Forster  | Southampton       | [ 71 ] |
| Marzo      | Claudio Ranieri       | Leicester City    | Harry Kane      | Tottenham Hotspur | [ 72 ] |

## Fichajes

### Fichajes más caros del mercado de verano
| Pos. | Jugador             | Club de destino      | Club de origen        | Precio (€) | Ref.   |
| ---- | ------------------- | -------------------- | --------------------- | ---------- | ------ |
| 1.º  | Kevin De Bruyne     | Manchester City      | Wolfsburgo            | 70.000.000 | [ 73 ] |
| 2.º  | Raheem Sterling     | Manchester City      | Liverpool             | 68.000.000 | [ 74 ] |
| 3.º  | Anthony Martial     | Manchester United    | Mónaco                | 50.000.000 | [ 75 ] |
| 4.º  | Christian Benteke   | Liverpool            | Aston Villa           | 46.000.000 | [ 76 ] |
| 5.º  | Nicolás Otamendi    | Manchester City      | Valencia              | 45.000.000 | [ 77 ] |
| 6.º  | Roberto Firmino     | Liverpool            | Hoffenheim            | 41.000.000 | [ 78 ] |
| 7.º  | Morgan Schneiderlin | Manchester United    | Southampton           | 35.000.000 | [ 79 ] |
| 8.º  | Memphis Depay       | Manchester United    | PSV Eindhoven         | 27.500.000 | [ 80 ] |
| 9.º  | Pedro               | Chelsea              | Barcelona             | 27.000.000 | [ 81 ] |
| 10.º | Salomón Rondón      | West Bromwich Albion | Zenit San Petersburgo | 21.000.000 | [ 82 ] |

## Datos y más estadísticas

### Récords de goles
- Primer gol de la temporada: Anotado por Kyle Walker (en propia puerta), para el Manchester United contra el Tottenham Hotspur (8 de agosto de 2015).
- Último gol de la temporada: Anotado por Christopher Smalling (en propia puerta), para el Bournemouth contra el Manchester United (17 de mayo de 2016).
- Gol más rápido: Anotado a los 39 segundos por Kenedy en el Norwich 1 - 2 Chelsea (1 de marzo de 2016).
- Gol más cercano al final del encuentro: Anotado en el minuto 98 por Junior Stanislas en el Bournemouth 3 - 3 Everton (28 de noviembre de 2015).

#### Tripletas o pókers
Aquí se encuentra la lista de tripletas o hat-tricks y póker de goles (en general, tres o más goles anotados por un jugador en un mismo encuentro) convertidos en la temporada.
| Fecha      | Jugador             | Goles                       | Local            | Resultado | Visitante         | Jornada    |
| ---------- | ------------------- | --------------------------- | ---------------- | --------- | ----------------- | ---------- |
| 22/8/2015  | Callum Wilson       | 11' · 28' · 79' (P)         | West Ham United  | 3 - 4     | Bournemouth       | Jornada 3  |
| 12/9/2015  | Steven Naismith     | 17' · 22' · 82'             | Everton          | 3 - 1     | Chelsea           | Jornada 5  |
| 26/9/2015  | Alexis Sánchez      | 33' · 57' · 81'             | Leicester City   | 2 - 5     | Arsenal           | Jornada 7  |
| 3/10/2015  | Sergio Agüero       | 42' · 49' · 50' · 60' · 62' | Manchester City  | 6 - 1     | Newcastle United  | Jornada 8  |
| 17/10/2015 | Raheem Sterling     | 7' · 29' · 45+3'            | Manchester City  | 5 - 1     | Bournemouth       | Jornada 9  |
| 18/10/2015 | Georginio Wijnaldum | 14' · 26' · 66' · 85'       | Newcastle United | 6 - 2     | Norwich City      | Jornada 9  |
| 25/10/2015 | Harry Kane          | 9' (P) · 56' · 63'          | Bournemouth      | 1 - 5     | Tottenham Hotspur | Jornada 10 |
| 1/11/2015  | Arouna Koné         | 31' · 62' · 76'             | Everton          | 6 - 2     | Sunderland        | Jornada 11 |
| 5/12/2015  | Riyad Mahrez        | 5' · 22' · 67'              | Swansea City     | 0 - 3     | Leicester City    | Jornada 15 |
| 13/1/2016  | Jermain Defoe       | 3' · 61' · 85'              | Swansea City     | 2 - 4     | Sunderland        | Jornada 21 |
| 9/4/2016   | Andy Carroll        | 44' · 45' · 52'             | West Ham United  | 3 - 3     | Arsenal           | Jornada 33 |
| 16/4/2016  | Sergio Agüero       | 33' · 54' · 80' (p)         | Chelsea          | 0 - 3     | Manchester City   | Jornada 34 |
| 1/5/2016   | Sadio Mané          | 28' · 57' · 68'             | Southampton      | 4 - 2     | Manchester City   | Jornada 36 |
| 15/5/2016  | Olivier Giroud      | 5' · 78' · 80'              | Arsenal          | 4 - 0     | Aston Villa       | Jornada 38 |